# ロジャー・フェデラー
ロジャー・フェデラー（Roger Federer ドイツ語発音: [ˈrɔdʒər ˈfeːdərər]、1981年8月8日 - ）は、スイス・バーゼル出身の元男子プロテニス選手。ATPランキング自己最高位はシングルス1位、ダブルス24位。ATPツアーでシングルス103勝、ダブルス8勝。身長185cm、体重85kg。右利き、バックハンド・ストロークは片手打ち。
グランドスラム優勝回数歴代3位20勝。史上6人目のキャリア・グランドスラム達成者。芝コートでは無類の強さを誇り、ウィンブルドンでは最多の8回優勝、2003年からは5連覇を誇り「芝の王者」としての呼び声も高い。全米オープン最多連覇の5連覇、マスターズ1000では歴代3位となる28回の優勝記録を持つ。世界ランキング1位最長連続記録237週。ツアー通算111勝。
スイス代表としても功績を残しており、2001年・2018年・2019年ホップマンカップで優勝、2008年北京五輪・男子ダブルス金メダル、2012年ロンドン五輪・男子シングルス銀メダル、2014年デビスカップ優勝に貢献した。2022年9月24日レーバーカップにてラファエル・ナダルとペアを組み、引退試合をした。

## 選手経歴

### ジュニア時代

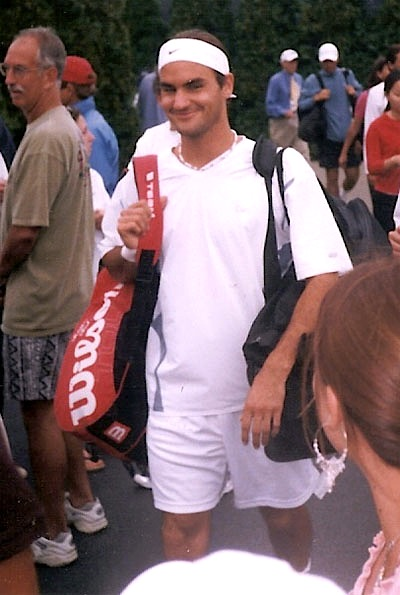
2002年全米オープンでのロジャー・フェデラー

フェデラーは両親の影響から3歳のときに初めてラケットを握った。週末になると、父が勤める会社のテニスコートへ連れて行ってもらい、家族でテニスを楽しんだという。本格的にテニス競技に取り組むようになったのは8歳の時、母が彼を地元のテニスクラブに入会させてからだった。15歳になるとスイスの18歳以下のジュニアチャンピオンとなり、これを機にジュニア選手として本格的に世界を転戦。同年5月にイタリアのジュニア大会で優勝し、初めて国外のタイトルを手にした。

### 1998年 ジュニア世界1位
16歳で迎えた1998年はジュニア・サーキットを席巻。全米オープン・ジュニア準優勝をはじめ、オーストラリア・ジュニア・ヴィクトリア選手権、フィレンツェ国際ジュニア、マイアミ・オレンジボウルで優勝。ウィンブルドン選手権・ジュニアに至ってはシングルスとダブルスで優勝し、ジュニア世界ランキングも1位に上り詰めた。また、ATPツアーの2大会に招待枠で出場。ツアーデビュー戦となったスイス・オープン・グシュタードはルーカス・アーノルド・キブロンに 4-6, 4-6で敗れたものの、フランスのツールーズではギヨーム・ラウーを6-2, 6-2で下してツアー初勝利を飾り、次戦のリチャード・フロンバーグも下して準々決勝進出を果たした。こうしてツアーでも手応えを得たフェデラーは、いよいよプロ選手として活動して行くこととなる。

### 1999年 プロ転向
サーキットを卒業してプロとなった1999年は、世界ランキング302位から出発。チャレンジャーツアーとATPツアーを股にかけ、後者は主にワイルドカードを貰いながら転戦した。チャレンジャーは優勝1回、ツアーは準々決勝進出が2回、マスターズ・シリーズ、グランドスラム、デビスカップの出場も果たした。また、当時のトップ選手であるカルロス・モヤやセドリック・ピオリーンから金星を挙げた。9月に世界ランキング100位の壁を破り、64位でシーズンを終え、13勝17敗を記録した。

### 2000年 シドニー五輪4位
2000年2月、マルセイユに出場。ATPツアーで初めて決勝に進み、同胞マルク・ロセに6-2, 3-6, 6-7(5)で敗れた。3月、マイアミ・マスターズ2回戦で敗れてからは、5月末までに5大会連続初戦負けを喫するなど伸び悩み、大舞台で華々しい活躍を魅せる同世代のレイトン・ヒューイットやマラト・サフィンらの影に埋もれていった。この頃のフェデラーは、センス溢れるプレーを魅せる一方で、熱くなり過ぎて自滅するなど、感情の制御に課題があった。しかし、シドニーオリンピック銅メダル決定戦でアルノー・ディ・パスカルに敗れた頃から急成長が始まる。10月はバーゼルで準優勝。11月にランキングを24位まで上げ、36勝30敗、準優勝2回でシーズンを終えた。

### 2001年 ホップマン杯初優勝
2001年1月、ホップマンカップでスイスの優勝に貢献。2月のロッテルダムは準優勝。続くミラン・インドアでは準決勝でエフゲニー・カフェルニコフを下し、勢いそのままに念願のATPツアー・シングルス・タイトルを手にした。更に全仏オープンで準々決勝に勝ち進み、活躍に弾みをつけた。
そして6月、ウィンブルドンの4回戦に勝ち進み、優勝候補のピート・サンプラスと初対戦となった。当時のサンプラスはテニス界で一時代を築いており、特に同選手権では1993年から2000年に掛けて7度も制覇するなど絶対的な強さを誇っていた。サンプラス優位と予想される中、試合は序盤から拮抗した打ち合いが続いた。互いに2セットずつ奪い合って迎えた最終セット第9ゲーム、フェデラーがサービスゲームでミスを誘われブレークピンチを招いてしまう。いつものフェデラーなら感情的になって自滅する展開だったが、気持ちを切り替えてサンプラスに食らい付き、2度のデュースを凌いでサービスキープに成功。課題だった感情の制御を克服しつつある事を示した。そして第12ゲーム、今度はフェデラーがサンプラスのミスを誘ってブレークチャンスを掴み、最後はフォアハンドのリターンエースで決着をつけ、3時間41分に渡る7-6(7), 5-7, 6-4, 6-7(2), 7-5 の番狂わせを演じ切った。この一戦は大きな注目を集め、一躍フェデラーを時の人とし、サンプラス時代の終焉を予感させる出来事となった。この後、フェデラーはティム・ヘンマン戦で力尽き、準々決勝でウィンブルドンを去る事となる。この年はバーゼルでも準優勝し、ランキングを12位まで上げ、準優勝2回、優勝1回、49勝21敗でシーズンを終えた。

### 2002年 トップ10入り
2002年、グランドスラムは不本意な結果に終わるもマスターズ・シリーズで躍進をみせ、マイアミではレイトン・ヒューイットを下して準優勝。ハンブルクではマラト・サフィンを下して自身初のビッグ・タイトルを獲得。他のカテゴリーでは、シドニーとウィーンで優勝。5月には世界ランキング10位の壁を破った。11月、ランキング上位8名のみ参戦できるマスターズ・カップへ出場を果たし準決勝に進出。この年はランキングを6位まで上げ、優勝3回、準優勝2回、58勝22敗でシーズンを終え、トップ選手の仲間入りを果たした。
この頃はメンタルの不安定さが課題とされていた。2002年、当時のコーチ、ピーター・カーターの妻の癌がほぼ完治したお祝いとして旅行を計画した夫妻に、フェデラーは行き先として自身も好きな南アフリカを提案した。しかし、カーター夫妻を乗せた車は、南アフリカの国立公園で転落事故に遭遇し、命を落としてしまった。この訃報を遠征先のカナダで知ったフェデラーは、ホテルのロビーを駆け抜け道路に飛び出すと、その場で慟哭したという。20年後でもなお、この話題になると涙してしまうほどの出来事により、「彼がいなくなって僕は幾分目が覚めた。そして僕は本当に厳しいトレーニングをするようになったんだ」と意識改革が起こり、ここから伝説的なキャリアを歩み始めた。

### 2003年 グランドスラム・マスターズカップ初優勝
2003年、2月から6月に掛けて6大会で決勝進出、うち4大会で優勝するなど好調な前半戦を過ごした。この勢いでウィンブルドンへ乗り込むと、準決勝で優勝候補のアンディ・ロディックを、決勝ではマーク・フィリプーシスをストレートで下し、念願のグランドスラム優勝をスイス人男子として初めて成し遂げた。更にマスターズ・カップで、これまで全敗を喫していたアンドレ・アガシをはじめ、この年のグランドスラム・チャンピオンを全て退けて栄冠を手にした。この年は7大会で優勝し、78勝17敗（勝率82%）を記録。自己最高の世界ランキング2位でシーズンを締めくくった。

### 2004年 世界1位 GS3冠 シーズン勝率92.5%
2004年、これまで4回戦進出が最高だった全豪オープンで決勝に勝ち進むと、サフィンを破って優勝。2月2日には遂に世界ランキング1位へ上り詰めた。以降、マスターズ・シリーズではインディアン・ウェルズ、ハンブルク、カナダで優勝。グランドスラムでは全仏オープンこそ3回戦でクレー巧者グスタボ・クエルテンに敗れるも、ウィンブルドンでアンディ・ロディックを、全米オープンでレイトン・ヒューイットを破って優勝。1988年のマッツ・ビランデル以来16年ぶりとなるグランドスラム年間3冠を達成した。この活躍から、アテネ五輪の開会式でスイス選手団の旗手を任された。（シングルス2回戦でトマーシュ・ベルディヒに6-4, 5-7, 5-7で敗れている。）
シーズン終盤も勢いは止まらず、マスターズ・カップを無敗で連覇。オープン化後唯一である、シーズンを通して対トップ10選手に負けなしと圧倒的な強さを見せつけた。終わってみれば11大会優勝、74勝6敗（勝率92.5%）を記録。年間勝率の9割達成は1989年のイワン・レンドル以来15年ぶりの快挙となった。

### 2005年 GS2冠 史上初マスターズ4冠 シーズン勝率95.3%
2005年も好調を維持し、驚異的なペースで勝ち星を重ねた。マスターズ・シリーズではインディアン・ウェルズ、マイアミ、ハンブルク、シンシナティで優勝。マスターズ・シリーズの年間4冠は史上初の快挙だった。グランドスラムは全豪オープンでマラト・サフィンに、全仏オープンでラファエル・ナダルに、それぞれ準決勝で敗れるも、ウィンブルドンでアンディ・ロディックを、全米オープンでアンドレ・アガシをそれぞれ決勝で破って連覇を果たす。シーズン終盤は足首を傷めてしまい、マスターズ・カップの出場が危ぶまれたが、決勝まで勝ち上がり、1984年にジョン・マッケンローが記録したシーズン最高勝率の更新に王手をかけた。しかし、ラウンドロビン戦では攻略していたジュニア時代からのライバル、ダビド・ナルバンディアンに7-6, 7-6, 2-6, 1-6, 6-7の逆転負けを喫し、大会連覇とともに記録更新を阻まれた。この年は11大会で優勝。81勝4敗、勝率95.3%を記録した。4敗の内訳は、同世代のサフィンやナルバンディアンの他、ナダルやリシャール・ガスケといった10代の若手で、特にナダルとはその後も幾度となく火花を散らす事となる。

### 2006年 GS3冠 マスターズカップ優勝 シーズン勝率94.8%
足首の怪我から明けた2006年、驚異的だった前年を上回るペースで勝ち星を重ねる。マスターズ・シリーズではインディアンウェルズ、マイアミ、カナダ、マドリードで優勝、モンテカルロ、ローマで準優勝。グランドスラムでは全豪オープン、ウィンブルドン、全米オープンで優勝。全仏オープンは決勝でナダルに敗れ、年間グランドスラムを阻まれた。10月はジャパン・オープン・テニス選手権に出場。決勝でティム・ヘンマンを破り、初来日を優勝で飾っている。更にマスターズ・カップでも優勝し、出場した17大会のうち16大会で決勝に進出。12大会で優勝する異次元の活躍を魅せ、戦績は92勝5敗（勝率94.8%）に上った。敗戦の内訳はラファエル・ナダルに4回、アンディ・マリーが1回と、共に新進気鋭の選手であり、これまでのライバル選手達には手がつけられなくなっていた。

### 2007年 ウィンブルドン5連覇 歴代最長連続世界1位

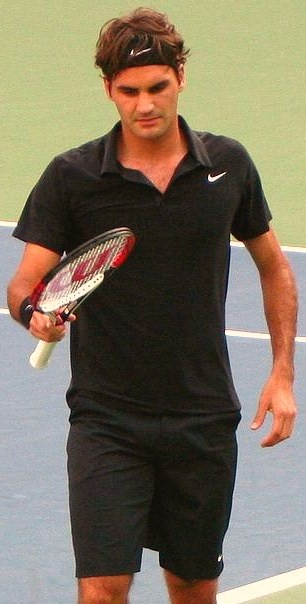
2007年全米オープンでのロジャー・フェデラー

マスターズ・シリーズでは、インディアン・ウェルズの2回戦でギリェルモ・カナスに敗れ、ツアー連勝記録が41（歴代4位）で止められるも、ハンブルクとシンシナティーで優勝。ハンブルクではナダルのクレー連勝記録を81で止め、シンシナティーではジェームズ・ブレークを破ってATPツアー・シングルス・タイトル獲得数が50に達した。また、モンテカルロ、カナダ、マドリードでは準優勝している。
グランドスラムでは、全豪オープンを全試合ストレート勝ちで優勝。グランドスラムでの達成は1980年全仏オープンのビョルン・ボルグ以来27年ぶり史上4人目で、全豪オープンとしては1971年のケン・ローズウォール以来の快挙であった。全仏オープンは決勝でナダルに敗れ、年間グランドスラムを阻まれた。ウィンブルドンは決勝でナダルとの接戦を制し、1980年のビョルン・ボルグ以来となる5連覇を達成。全米オープンも決勝で新鋭ノバク・ジョコビッチを破り、前人未到を更新する4連覇を果たした。これにより、歴代最多となる10大会連続グランドスラム決勝進出を達成した。
マスターズカップはラウンドロビン戦こそフェルナンド・ゴンザレスに敗れるも、決勝でダビド・フェレールを破って優勝した。この年は8大会で優勝し、戦績 68勝9敗（勝率88.3%）を記録。全仏オープン終了時にランキング争いでナダルに肉薄されるも、ウィンブルドン以降は盛り返し、8月27日に世界ランキング1位連続座位期間が「187週」に到達。シュテフィ・グラフが持つ最長記録（186週）を塗り替え、12月には「200週」に到達した。

### 2008年 全米5連覇 北京五輪金メダル

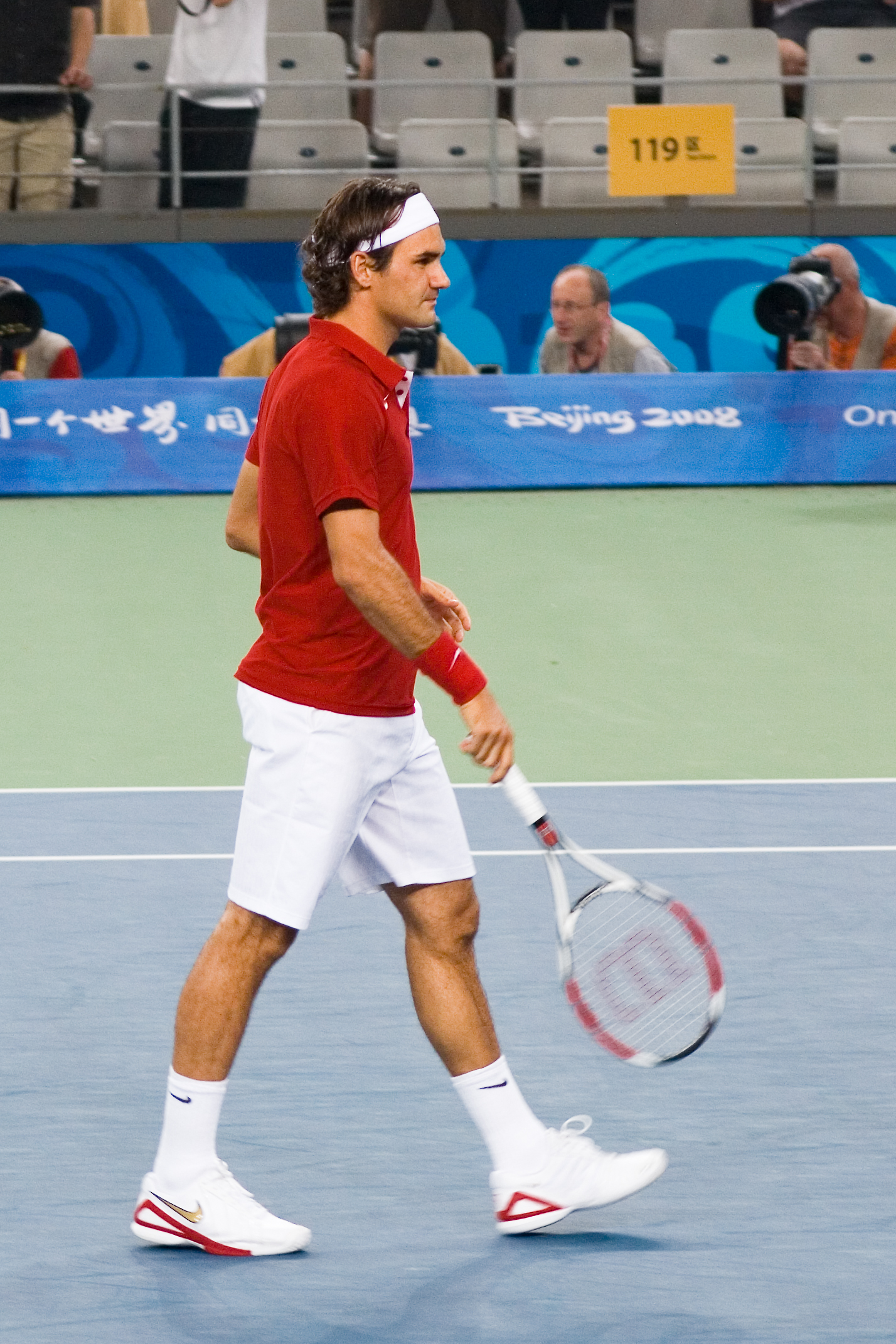
北京五輪でのロジャー・フェデラー

このシーズンは前年までの活躍に陰りが見えた。マスターズシリーズは、ハンブルクとモンテカルロでナダルと対戦した準優勝が最高で、カナダに至っては初戦でジル・シモンに破れるなど失速が目立った。
グランドスラムは全豪オープン準決勝でジョコビッチに敗れ、2005年ウィンブルドン選手権から続いていたグランドスラム連続決勝進出記録が「10大会」で途絶えた。全仏オープンは決勝でナダルに圧倒されて準優勝。ウィンブルドンでは決勝で再びナダルと対戦。ウィリアム・レンショー以来の選手権6連覇（1881年～1886年にかけて達成）に挑むも、4-6, 4-6, 7-6, 7-6, 7-9の4時間48分に及ぶ死闘の末に偉業達成を阻まれた。また、2003年から続いていた芝生コートにおける連勝も歴代最多「65連勝」で止まった。不安視された全米オープンでは意地を見せ、準決勝でジョコビッチを下して全豪の雪辱を果たすと、決勝でマリーを6-2, 7-5, 6-2で下し、対マリー戦の連敗を止めて大会5連覇を達成した。グランドスラムのシングルス2大会の5連覇達成は史上初の快挙であった。また全米オープンの5連覇はオープン化以前まで遡り、全米選手権時代に達成されたウィリアム・レンショーの6連覇以来、実に84年ぶりの出来事であった。
北京五輪で、フェデラーは2大会連続でスイス代表旗手を務めた。シングルスでは準々決勝でブレークに4-6, 6-7のストレートで敗れたものの、スタニスラス・ワウリンカと組んだダブルスでは決勝でスウェーデン代表のアスペリン/ヨハンソン組を6-3, 6-4, 6-7, 6-3で下して金メダルを獲得した。
オリンピック翌週の8月18日、世界ランキング1位の座をナダルに明け渡し、連続座位記録は「237週」で止まった。さらにジョコビッチの猛追を受け、シーズン終了時にはランキングポイントで10点差にまで詰め寄られ、ランキング2位の座さえ危ぶまれた。
マスターズ・カップではラウンド・ロビンにて1勝2敗で敗退。同大会で初めて準決勝進出を逃した。
この年は、シングルで4大会優勝、66勝15敗（勝率81.5%）に留まり、ナダルを始め、ジョコビッチやマリーといった新世代の台頭を許し、同年代の選手にも苦しめられた。

### 2009年 キャリアグランドスラム達成

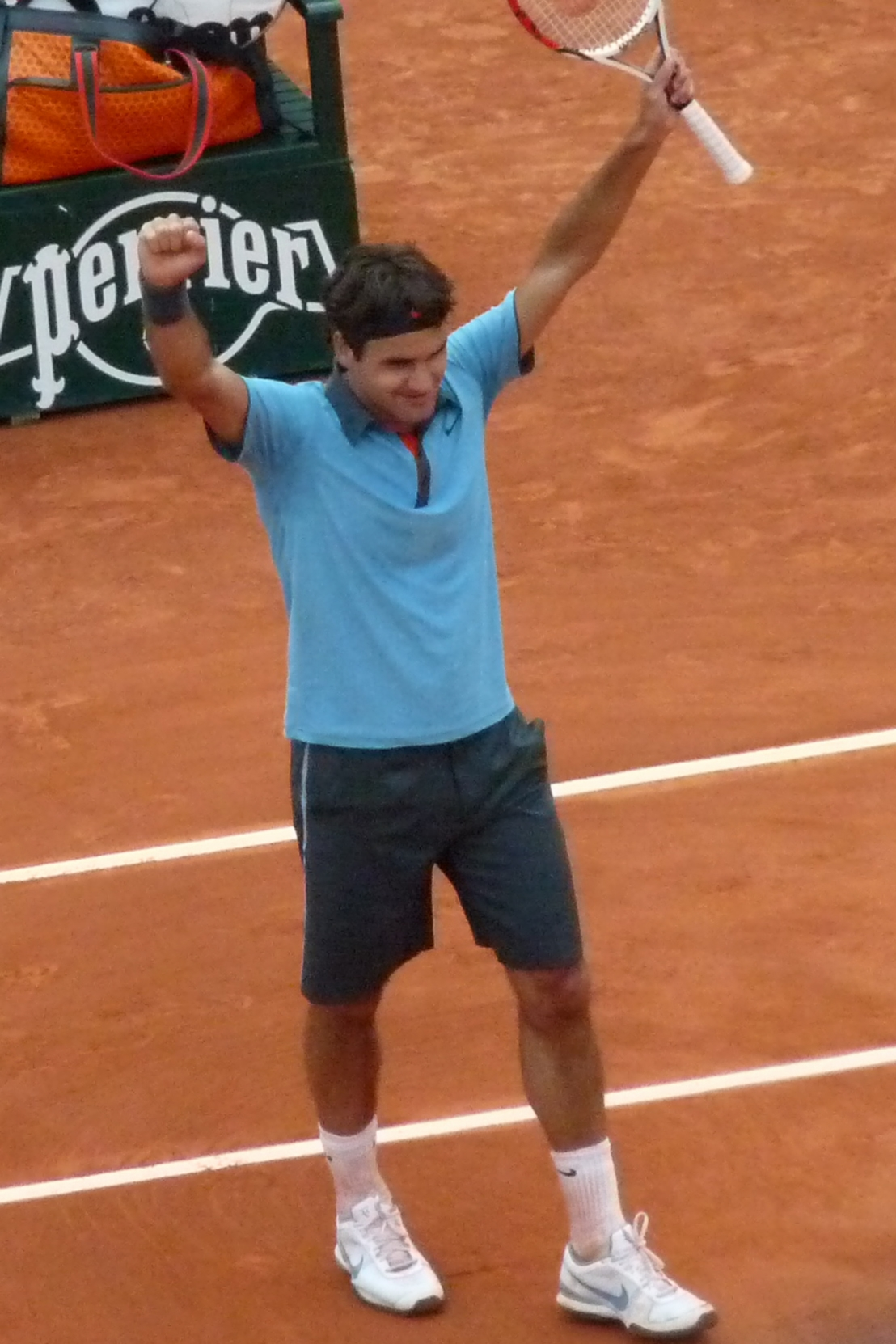
2009年全仏オープンでのロジャー・フェデラー

全豪オープンでは、決勝でナダルに5-7, 6-3, 6-7, 6-3, 2-6で4時間19分に及ぶ激闘の末に敗れた。その後のインディアンウェルズ・マスターズでは準決勝でマリーに、マイアミ・マスターズでは準決勝でジョコビッチに敗れた。
しかし続く欧州クレーコート・シーズンは、マドリード・マスターズで、決勝でナダルのクレーコート連勝数を33勝で止めて優勝。続く全仏オープンでは、4回戦でナダルを破ったロビン・セーデリングを6-1, 7-6, 6-4で破り、悲願の全仏オープン初優勝を果たし、史上6人目となるキャリア・グランドスラムを達成、併せてサンプラスと並び歴代1位となる四大大会14度目の優勝を挙げた。また同大会では、準々決勝でガエル・モンフィスを下し、四大大会準決勝連続進出記録を20大会連続に伸ばし、準決勝でフアン・マルティン・デル・ポトロを下して、四大大会決勝進出回数でイワン・レンドルの19大会目に並んだ。
ウィンブルドンでは、準々決勝でイボ・カルロビッチを下し、四大大会連続準決勝進出記録を更新。準決勝ではトミー・ハースを下し、レンドルが持つ四大大会決勝進出数を更新する20回を達成。決勝ではロディックと対戦し、四大大会男子シングルス決勝史上最多ゲーム数を更新する77ゲームに及ぶ5-7, 7-6, 7-6, 3-6, 16-14の激闘の末に2年ぶり6度目の優勝を果たし、四大大会優勝数歴代最多記録を樹立。また、ウィンブルドン選手権7年連続決勝進出は現行のトーナメント方式になった1922年以降初であり、更に全仏とウィンブルドンの同一年度優勝は、前年のナダルに続き、1968年の四大大会オープン化以降では史上4人目の快挙であった。7月6日に発表された世界ランキングでは、約11ヶ月ぶりに1位に返り咲いた。
続く全米オープン前哨戦シンシナティ・マスターズでは、決勝でジョコビッチを下して優勝。しかしながら、全米オープン決勝でデルポトロに6-3, 6-7, 6-4, 6-7, 2-6で惜敗し、大会6連覇は成らなかった。その後の欧州インドア・シーズンはスイス・インドア決勝でジョコビッチに敗れ、2009年度からロンドンに移転した年間最終戦ATPワールドツアー・ファイナルズも準決勝で敗退。この年は4大会で優勝、61勝12敗（勝率83.6%）であった。

### 2010年 全豪V4 ツアーファイナルズV5

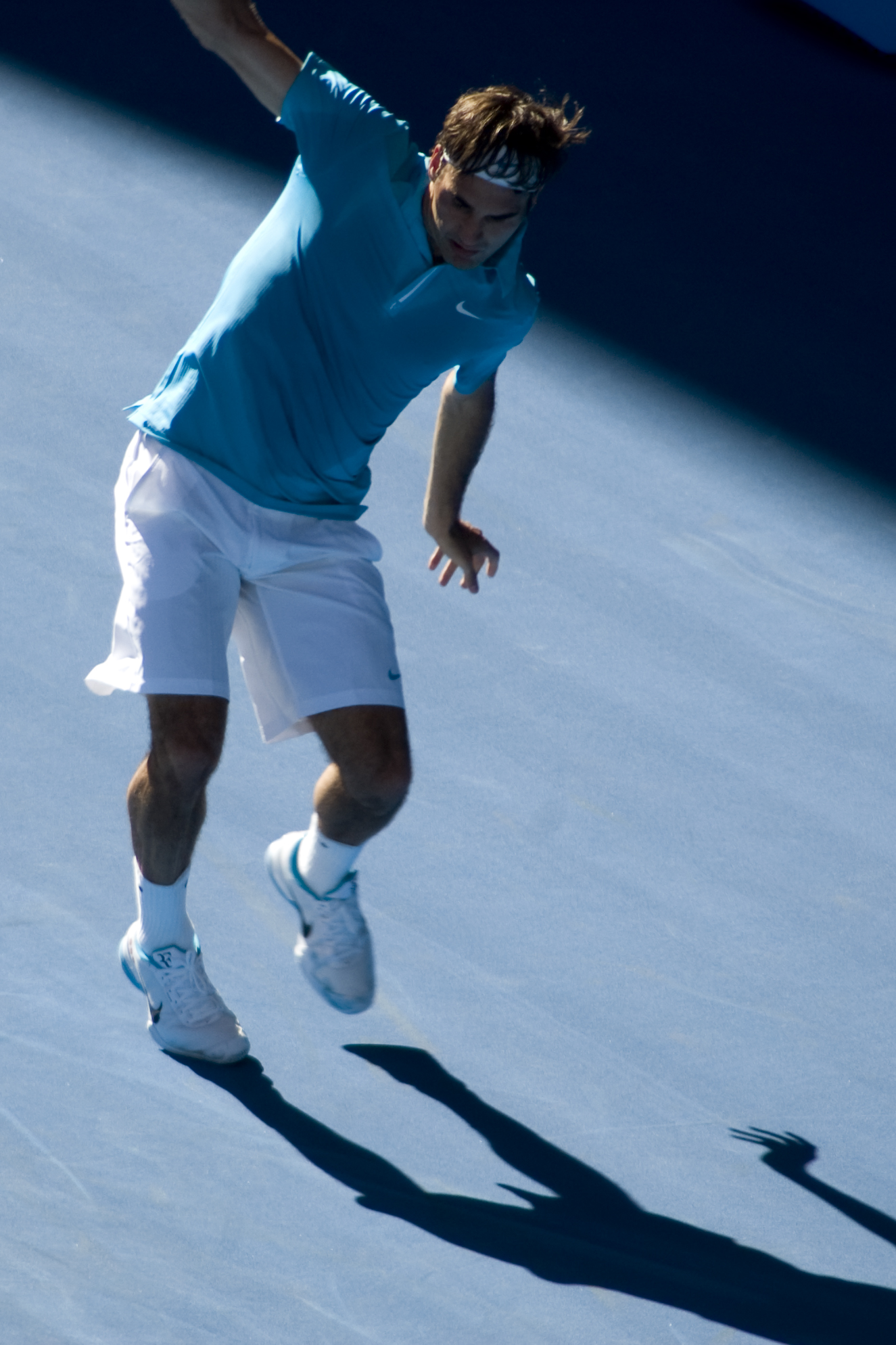
2010年全豪オープンでのロジャー・フェデラー

全豪オープンでは、決勝でマリーを破り優勝。これによって、自身の4大大会優勝最多記録を16に伸ばした。また、2月22日発表の世界ランキングで1位通算在位記録でレンドルの「270週」を抜き歴代2位となった。
しかし、全仏オープンでは準々決勝でセーデリングに6-3, 3-6, 5-7, 4-6で敗れ、連続準決勝以上進出記録が23大会で途切れ、世界ランキング1位通算在位記録も歴代1位のサンプラスの「286週」にあと1週と迫りながらも、6月7日発表の世界ランキングで2位に転落。続くウィンブルドンでも準々決勝にて第12シードのトマーシュ・ベルディヒに4-6, 6-3, 1-6, 4-6で敗退。フェデラーが同大会で決勝進出を逃したのは実に8年ぶりであり、大会後、世界ランキングは3位に転落した。
その後は好調を取り戻し、全米オープンの前哨戦となるシンシナティ・マスターズで優勝を飾り全豪以来7ヶ月ぶりのタイトルを獲得する。しかし、全米オープンでは準決勝でジョコビッチに マッチポイントを握るも、7-5, 1-6, 7-5, 2-6, 5-7で敗退、7年連続の同大会決勝進出を逃した。地元のスイス・インドア決勝ではジョコビッチを6-4, 3-6, 6-1で破りツアー65勝目を達成、サンプラスの64勝を抜き歴代単独4位となった。その後もATPワールドツアー・ファイナルズ決勝ではナダルを6-3, 3-6, 6-1で破り3年ぶり5度目の優勝を果たした。この年は、優勝5大会、65勝13敗（勝率83.3%）であった。

### 2011年 ATPファイナルズ歴代最多V6

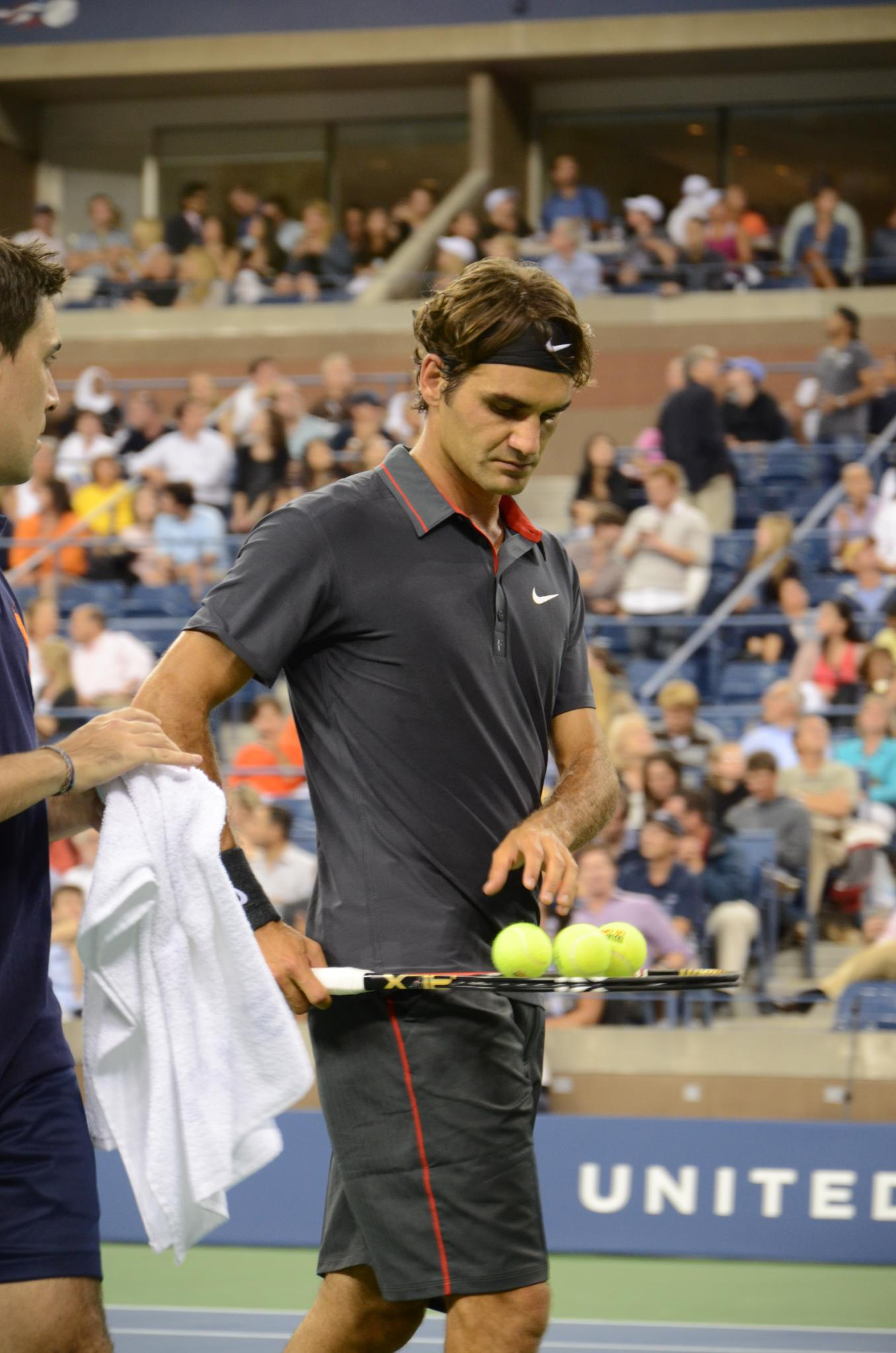
2011年全米オープンでのロジャー・フェデラー

開幕戦カタール・オープンでは、決勝でニコライ・ダビデンコをストレートで下し、ツアー67勝目を挙げた。ディフェンディングチャンピオンとして挑んだ全豪オープンでは準決勝でジョコビッチにストレートで敗退した。フェデラーは続くドバイ・テニス選手権の決勝とBNPパリバ・オープンの準決勝で、いずれもジョコビッチに敗退。更に、マイアミ・マスターズでは準決勝でナダルに敗退した。ハードコート・シーズンではいずれも準決勝進出以上と優れた成績で終えたものの、ジョコビッチが出場した全大会で優勝したため、ジョコビッチに抜かれ世界ランキングは3位に後退した。
クレーコート・シーズンにおいては、モンテカルロ・マスターズは準々決勝で第7シードのユルゲン・メルツァーにストレートで敗退。続くマドリード・マスターズの初戦でフェリシアーノ・ロペスに7-6, 6-7, 7-6の苦戦を強いられながらも勝利したが、準決勝でナダルに敗退。BNLイタリア国際は、3回戦でリシャール・ガスケに6-4, 6-7, 6-7で早いラウンドで敗退した。
全仏オープンでは、ナダルと今季絶好調のジョコビッチの優勝争いが注目されたが、準決勝でジョコビッチを7-6(5), 6-3, 3-6, 7-6(5)で退け決勝進出を果たした。これによりジョコビッチの開幕戦からの連勝記録を41で止め、対ジョコビッチ戦の連敗も3で止めた。しかし、決勝ではナダルに5-7, 6-7(3), 7-5, 1-6で敗退した。
続くウィンブルドンでは、準々決勝で第12シードのジョー＝ウィルフリード・ツォンガに6-3, 7-6, 4-6, 4-6, 4-6と、自身初の4大大会における2セットアップからの逆転を喫した。
全米オープンでは準決勝でジョコビッチを相手に2セットアップでのマッチポイントを握りながらも敗退、自身2002年以来となる四大大会無冠に終わった。その後の欧州インドア・シーズンは出場したスイス・インドア、BNPパリバ・マスターズ、ATPワールドツアー・ファイナルズと出場した全ての大会で優勝。ツアー・ファイナルでは、同大会歴代最多記録となる6度目の優勝を果たすとともに、決勝戦は自身100回目の決勝進出であり、かつ、70回目のタイトル獲得となった。この年は4大会で優勝を挙げ、64勝12敗（勝率84.2%）であった。

### 2012年 ウィンブルドンV7 歴代最長1位在位記録
年始に開催されたカタール・エクソンモービル・オープン準決勝は背中の不調を理由に試合を棄権。続く全豪オープンは準決勝でナダルにセットカウント1-3で敗退した。その後、ABNアムロ世界テニス・トーナメント、ドバイ・テニス選手権、BNPパリバ・オープン、マドリード・マスターズと4大会で優勝を果たした。
全仏オープンでは、準決勝でジョコビッチにストレートで敗退。しかしながら、1回戦の勝利で史上初となる全グランドスラム各大会50勝を達成。続く2回戦で4大大会通算234勝目を挙げ、ジミー・コナーズを抜く歴代最多のマッチ勝利数を更新した。

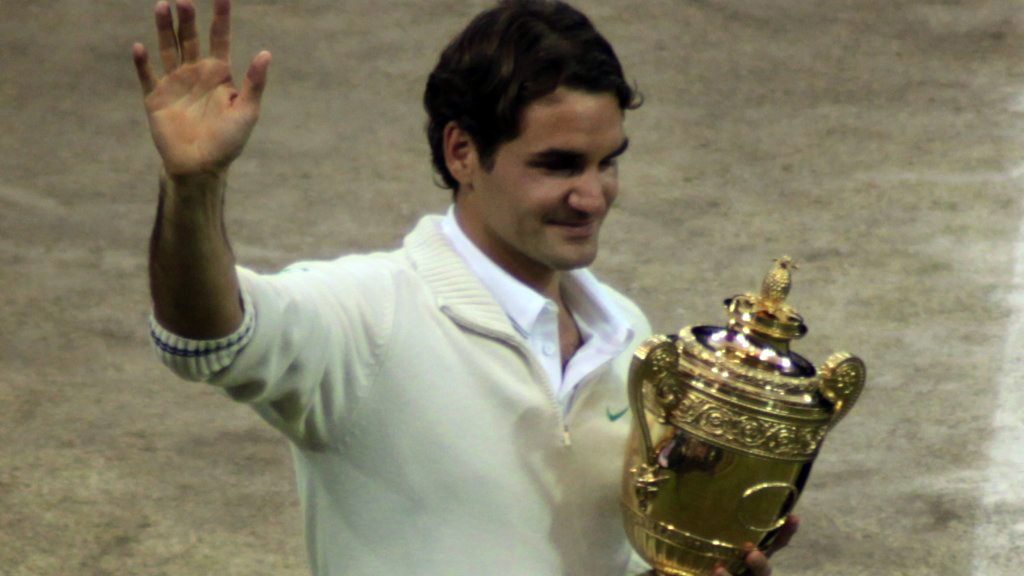
2012年ウィンブルドン選手権優勝時のロジャー・フェデラー

ウィンブルドンでは、3回戦でジュリアン・ベネトーに苦戦するも2セットダウンから逆転で下し、準決勝で前年の覇者ジョコビッチを破り、ウィンブルドン史上最多タイとなる8回目の決勝進出。決勝ではイギリス勢74年ぶりの決勝進出を果たしたマリーを4-6, 7-5, 6-3, 6-4で破り、ウィリアム・レンショー、サンプラスに並ぶ史上最多タイとなる7度目の優勝を飾ると同時に、4大大会通算17勝目を挙げた（4大大会優勝は2010年全豪オープン以来2年半ぶり）。そして、この優勝により大会翌日更新の世界ランキングにて、約2年ぶりに世界ランキング1位に返り咲き、その翌週のランキングで1位在位期間が通算287週となり、サンプラスを抜いて男子歴代単独1位在位記録となった。
8月にウィンブルドンを会場にして行われたロンドンオリンピックでは、シングルス準決勝でフアン・マルティン・デル・ポトロとの激戦（3セットマッチ史上最長4時間26分）を制し初の決勝進出を果たし、史上3人目の生涯ゴールデンスラムの期待も高まったが、地元イギリスのマリーにストレートで敗退し、銀メダルに終わった。オリンピックシングルス部門では4度目の出場で初のメダル獲得であった。その後のシンシナティ・マスターズでは、決勝でジョコビッチをストレートで破り、シーズン6勝目を挙げた。
全米オープンでは準々決勝でベルディヒに敗れ、同大会9年ぶりにベスト4進出を逃した。10月の上海マスターズでは、準決勝でマリーに敗退するも、大会後のランキングでは1位を守り、男子初の在位総週300週を超えた。
しかしながら、その後のスイス・インドアでは決勝でデルポトロに4-6, 7-6, 6-7の接戦で敗退し、その後、昨年優勝した大会の欠場によるポイント失効と併せて、11月5日のランキングでは、ジョコビッチに世界ランキング1位の座を明け渡し、1位在位記録の更新は302週で止まった。
ツアー・ファイナルでは、決勝でジョコビッチに敗れ3連覇を阻まれた。この年は6大会で優勝、71勝12敗（勝率85.5%）と2007年以来の好戦績を収めた。

### 2013年 怪我と不調の闘い

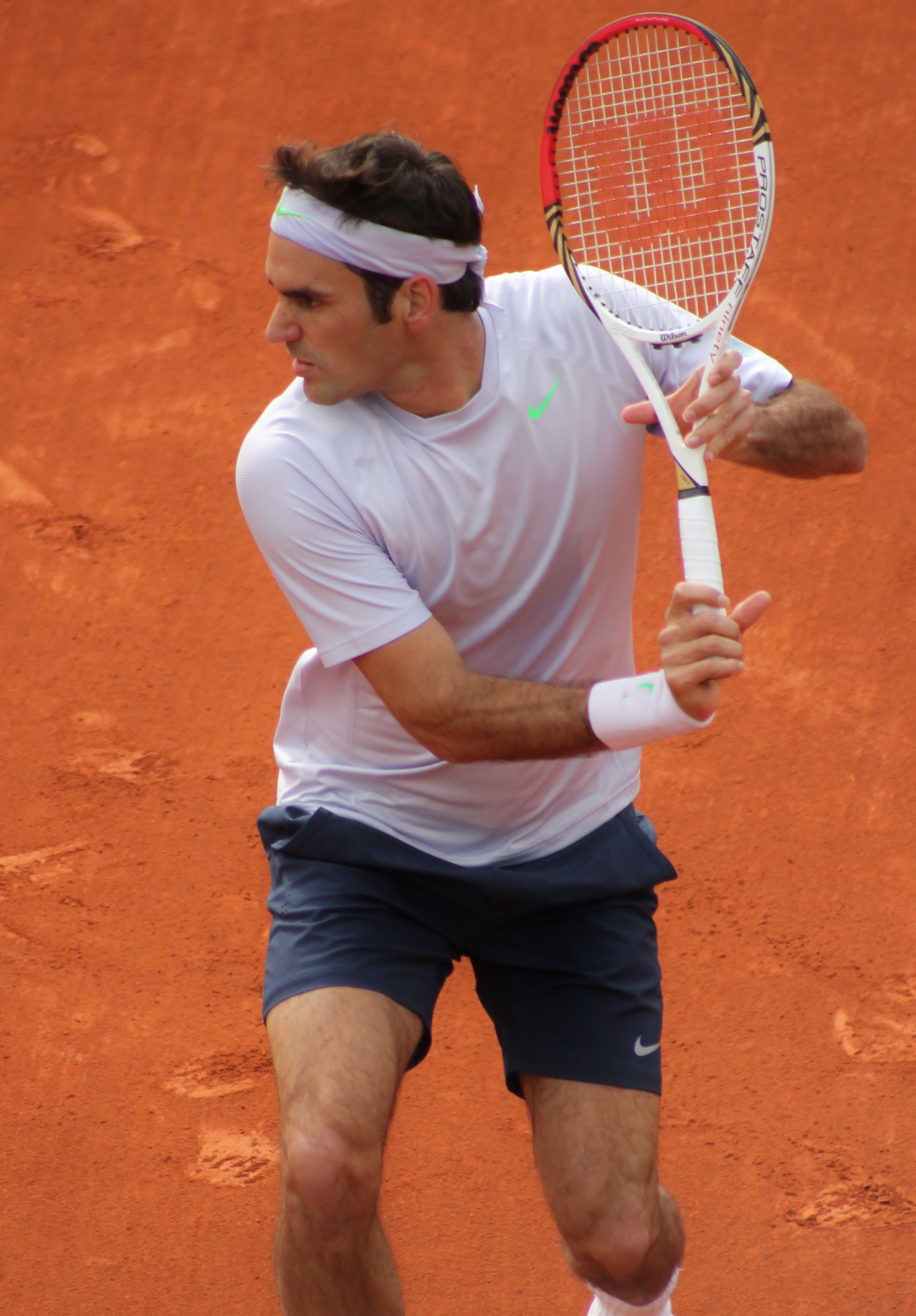
2013年全仏オープンでのロジャー・フェデラー

全豪オープンでは準決勝でマリーにフルセットの末敗退。その後もABNアムロ世界テニス・トーナメントは準々決勝で、ドバイ・テニス選手権では準決勝で敗退。続くBNPパリバ・オープンでも準々決勝でナダルに敗れた。
クレーコートシーズンでは、マドリード・マスターズ3回戦で第14シードの錦織圭に敗退。BNLイタリア国際では、半年ぶりにツアー大会の決勝に進出するもナダルに敗退した。全仏オープンでは、4回戦でオープン化後史上4人目となるマッチ通算900勝を達成。しかし、続く準々決勝でツォンガにストレートで敗退した。
芝前哨戦ゲリー・ウェバー・オープンでは、決勝でミハイル・ユージニーを下し、6月にして、ようやくシーズン初タイトルを獲得。しかし、ウィンブルドンでは、2回戦で世界ランク116位のセルジー・スタホフスキーに7-6, 6-7, 5-7, 6-7で敗れ、4大大会では2003年全仏オープン以来の早期敗退を喫した。この敗戦により、2004年ウィンブルドン選手権から続いていた4大大会連続ベスト8進出記録（歴代最長：36大会連続）が途絶え、大会後のランキングでも10年ぶりに世界ランキングトップ4から陥落した。その後急遽出場したクレーコート2大会でも、背中の怪我の影響もありランキング50位以下の相手に連敗を喫した。
ランキング7位で迎えた全米オープンにおいても、4回戦で過去全勝だったトミー・ロブレドに敗退。2002年来、4大大会の決勝進出がならない年となった。
欧州インドア・シーズンに入り、スイス・インドアで準優勝。続くBNPパリバ・マスターズでベスト4とし、一時は出場も危ぶまれたATPワールドツアー・ファイナルズに出場、ラウンドロビンで2勝を挙げベスト4へ進出するなど、復調の兆しを見せた。
2013年はツアー大会優勝が1大会のみで、マスターズ1000以上の大会でタイトルが1つも取れなかったのは2001年以来、戦績も45勝17敗（勝率72.6%）と過去10年間で成績が最も悪い年であった。

### 2014年 デビス杯初優勝

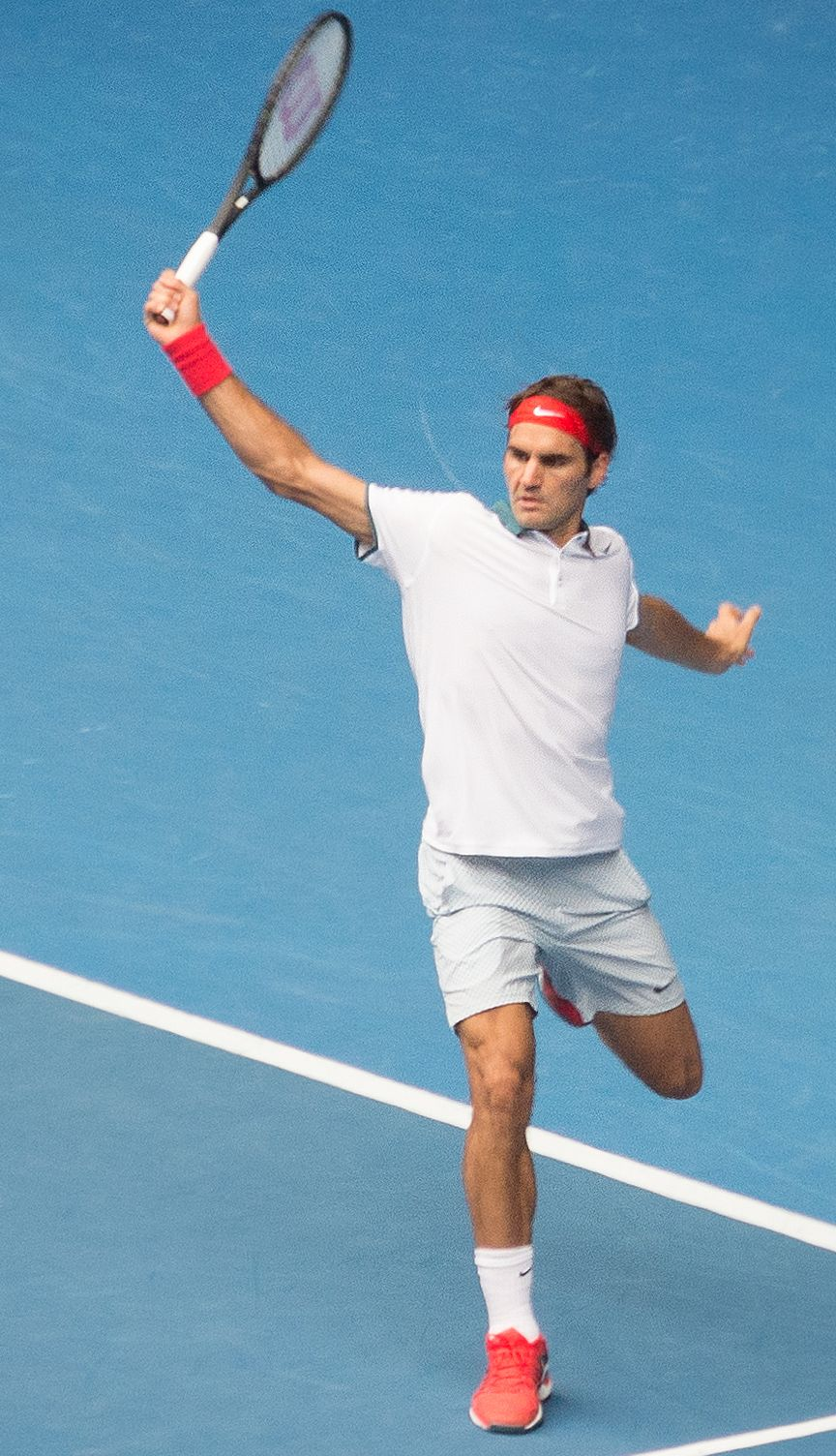
2014年全豪オープンでのロジャー・フェデラー

2014年から元世界ランク1位でサーブ&ボレーの名手であったステファン・エドベリをコーチとして迎え入れた。
年初のブリスベン国際で準優勝。続く全豪オープンでは、準決勝で第1シードのナダルに敗退したものの、4大大会では4大会ぶりにベスト4まで勝ち上がった。
2月のドバイ・テニス選手権では、準決勝でジョコビッチに、決勝でベルディヒに勝利しシーズン初優勝を飾った。また、この優勝でシングルスタイトル数が78となり、ジョン・マッケンローを抜いて歴代単独3位となった。
BNPパリバ・オープンでも決勝に進出するが、ジョコビッチに6-3, 3-6, 6-7の惜敗。続くマイアミ・マスターズでは、準々決勝で錦織圭に敗退したものの、大会後のランキングでは約9ヶ月ぶりにトップ4に復帰した。
クレーコートシーズンでは、モンテカルロ・マスターズでは6年ぶりに決勝進出を果たすが、スタニスラス・ワウリンカに敗れ準優勝。BNLイタリア国際では初戦で敗退し、全仏オープンでは、4回戦で第18シードのエルネスツ・グルビスにフルセットの末敗退し、同大会10年ぶりにベスト8進出を逃した。
ウィンブルドン前哨戦ゲリー・ウェバー・オープンで優勝し、迎えたウィンブルドンでは、年初から取り組んでいたネットプレーを増やす戦術が奏功し、2年ぶりに決勝進出を果たした。決勝では歴代単独最多8回目の優勝を目指し第1シードのジョコビッチと対戦したが、7-6, 4-6, 6-7, 7-5, 4-6のフルセットの末に敗れ、準優勝に終わった。
全米オープン前哨戦でも好調を維持し、ロジャーズ・カップ・シンシナティ・マスターズ2大会連続で決勝進出。ロジャーズ・カップではツォンガに敗れ準優勝となるも、シンシナティ・マスターズでは、ダビド・フェレールを下してATPワールドツアー・マスターズ10002年ぶりの優勝・シングルス80勝目を飾った。
全米オープンでは、3年ぶりに準決勝へ進出するが、第14シードで大会優勝者のマリン・チリッチにストレートで敗退した。
10月の上海マスターズでは、準決勝で第1シードのジョコビッチに、決勝ではジル・シモンに勝利し大会初優勝を飾った。地元開催スイス・インドアでは同一大会で最多となる11回目の決勝に進出し、決勝では若手のダビド・ゴファンを下してシーズン5勝目を挙げた。続くBNPパリバ・マスターズでは、準々決勝でミロシュ・ラオニッチに敗退した。
ATPワールドツアー・ファイナルズではラウンドロビンを全勝で1位通過し、準決勝では同胞のワウリンカとの激戦を制して決勝進出を果たすが、腰の怪我により決勝戦を棄権し準優勝となった。フェデラーの棄権は2012年1月のカタール・エクソンモービル・オープン以来、プロ生活3度目のことであった。また、ツアー・ファイナルにおける決勝戦の棄権は大会45年の歴史の中で初の出来事であった。
その後フランス・リールで行われたテニスの国別対抗戦・デビスカップ2014決勝では、シングルス・ダブルスそれぞれ1勝を挙げ、3対1でフランスを下しスイスの初優勝に貢献した。
2014年は5大会で優勝、73勝12敗（勝率85.9％）、年間最終ランキングを2位で終え、前年の不調から一転、好調な1年であった。また、決勝進出11大会・マッチ勝利73勝はいずれも2014年のツアー最多記録であった。

### 2015年 ツアー通算1000勝達成
年初に行われたブリスベン国際では、決勝でラオニッチに勝利し大会初優勝を飾ると同時に、1253勝のコナーズ、1017勝のレンドルに次いでオープン化後史上3人目となるマッチ通算1000勝の偉業を達成した。また15年連続でATPタイトル獲得は歴代1位記録となる。全豪オープンでは、3回戦でアンドレアス・セッピに11度目の対戦にして初黒星を喫し、同大会14年ぶりの早期敗退となった。また、2004年から続いていた連続ベスト4進出記録も11年で途切れた。2月のドバイ・テニス選手権では、決勝でジョコビッチを破り、大会連覇・7度目の優勝を飾った。また、この大会でゴラン・イバニセビッチ、イボ・カルロビッチ、アンディ・ロディックに次いで史上4人目のキャリアサービスエース数9000本を突破した。BNPパリバ・オープンでは、決勝でジョコビッチに3-6, 7-6, 2-6で敗れ2年連続準優勝となった。4月、昨年準優勝だったモンテカルロ・マスターズでは第2シードで出場するも3回戦でガエル・モンフィスに敗れた。
4月29日イスタンブール・オープン2回戦にて通算クレーコート勝利数200勝達成。決勝ではパブロ・クエバスを破り2009年全仏オープン以来となるレッドクレー大会での優勝を果たした。マドリード・マスターズでは初戦でニック・キリオスに7-6, 6-7, 6-7の接戦で敗れた。BNLイタリア国際では2年ぶりに決勝に進出するもジョコビッチに敗れ4度目の準優勝となった。全仏オープンでは準々決勝でワウリンカに敗れたものの、2000年全豪オープンからの4大大会連続出場が62大会に達し、杉山愛の持つ最多連続出場記録に並んだ。

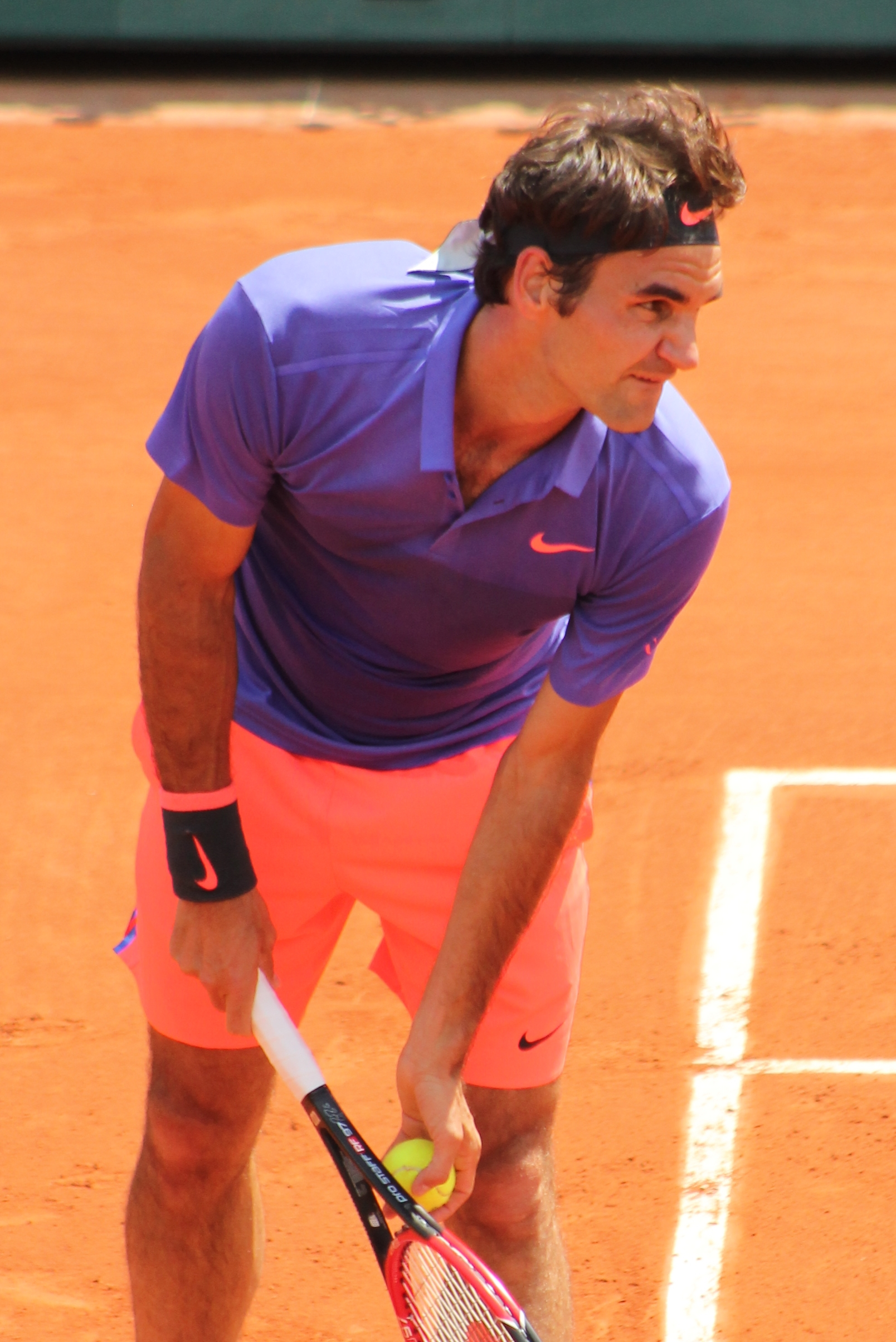
2015年全仏オープンでのロジャー・フェデラー

芝前哨戦ゲリー・ウェバー・オープンでは、決勝でセッピを下し大会3連覇・8度目の優勝を果たした。同一大会で8回以上の優勝はギリェルモ・ビラス（アルゼンチン・オープン8回）、ナダル（全仏オープン9回、モンテカルロ・マスターズ・バルセロナ・オープン8回）に次いでオープン化以降3人目。ウィンブルドンでは、準決勝でマリーを破り2年連続10回目の決勝進出を果たす。2年連続同一カードとなったジョコビッチとの決勝では6-7, 7-6, 4-6, 3-6で敗れ2年連続準優勝、またもウィンブルドン単独最多優勝達成を阻まれる形となった。
全米オープン前哨戦のシンシナティ・マスターズでは、ロベルト・バウティスタ・アグート、ケビン・アンダーソン、フェリシアーノ・ロペス、準決勝でマリー、決勝でジョコビッチにストレート勝ちし大会連覇と同時に7度目の優勝を飾った。
全米オープンでは、失セット0・失ゲーム43と圧倒した勝ち上がりで2009年以来6年ぶりの決勝進出を果たす（4大大会で2大会連続決勝進出も2010年全豪以来）。しかし決勝では、先のウィンブルドンに続きまたもジョコビッチに4-6, 7-5, 4-6, 4-6で敗れ準優勝に終わった。
上海マスターズでは初戦でアルベルト・ラモス＝ビニョラスに6-7(4), 6-2, 3-6で敗れた。地元開催スイス・インドアでは、大会12度目の決勝でナダルを6-3, 5-7, 6-3で下し7度目の優勝、シーズン6勝目を飾った。ナダルとの対戦は2014年全豪以来約2年ぶり、決勝では2013年5月から約2年半ぶり、勝利したのは2012年BNPパリバ・オープン以来のこととなった。BNPパリバ・マスターズでは3回戦でジョン・イズナーに6-7(3), 6-3, 6-7(5)で敗れた。
ATPワールドツアー・ファイナルズでは第2戦でジョコビッチ7-5, 6-2で勝利するなど決勝に進出するも、ジョコビッチに3-6, 4-6で敗れた。
2015年は6大会で優勝、63勝11敗（勝率85.1％）、年間最終ランキング3位と引き続き好調だった。

### 2016年 史上初GS300勝 トップ10陥落
全豪オープンでは3回戦ではグリゴール・ディミトロフに勝利し、史上初のグランドスラム通算300勝を達成した。この大会は準決勝でジョコビッチに1-6, 2-6, 6-3, 3-6で敗れた。
全豪後に受けた左膝の内視鏡手術のため、出場予定だったABNアムロ世界テニス・トーナメントとドバイ・テニス選手権、さらにBNPパリバ・オープンの欠場を発表した。マイアミ・オープンには第3シードでエントリーするも、胃のウイルス性疾患により初戦直前に棄権。全豪から2ヶ月以上もの期間、ツアーを離れる形になった。その後、4月のモンテカルロ・マスターズで復帰。準々決勝でツォンガに敗れた。しかし全仏オープンへの準備として、当初は出場予定ではなかったマドリード・マスターズにエントリーするも、背部の怪我のために再び初戦前に棄権。「タフなシーズンになっている」と話す。BNLイタリア国際では3回戦で22歳のドミニク・ティームに6-7(2), 4-6で敗れた。全仏オープンは怪我が回復しなかったため、欠場を表明。1999年全米オープン以来のグランドスラム欠場となり、グランドスラム連続出場記録も65でとまった。6月の芝の大会のメルセデス・カップで復帰するも復帰初戦の準決勝でティームに6-3, 6-7(7), 4-6で敗れた。ゲリー・ウェバー・オープンでは準決勝で19歳の若手のアレクサンダー・ズベレフに敗れた。フェデラーがウィンブルドン選手権まで優勝がないのは2001年以来。ウィンブルドン選手権では準々決勝でチリッチに2セット先取され、第4セットでマッチポイントを3度まで追い込まれるも、6-7(4), 4-6, 6-3, 7-6(9), 6-3で勝利。これでウィンブルドン男子シングルス通算84勝となり、ジミー・コナーズと並んで歴代1位タイとなった。また4大大会通算307勝目でもあり、マルチナ・ナブラチロワを抜いて男女併せて歴代1位となった。準決勝でラオニッチに3-6, 7-6(3), 6-4, 5-7, 3-6で敗れた。試合中の転倒により再び左膝を負傷。リオ五輪の出場断念とシーズンの残り全試合を欠場することを発表した。これにより11月に2002年10月以来14年ぶりにトップ10落ちとなった。
2016年はこのように怪我の影響で16年ぶりに優勝なし、21勝7敗（勝率75％）、年間最終ランキング16位と低迷した。

### 2017年 全豪V5 ウィンブルドンV8
15年ぶりの出場となるホップマンカップで復帰を果たす。ベリンダ・ベンチッチとスイス代表として出場し、2勝1敗でラウンドロビン敗退に終わる。公式戦には全豪オープンから復帰。怪我でランキングを落としていたため第17シードとして出場。その初戦ではベテランで同年代のユルゲン・メルツァーに7-5, 3-6, 6-2, 6-2で勝利、3回戦で第10シードのトマーシュ・ベルディハに6-2, 6-4, 6-4のストレート勝ち。4回戦で第5シードの錦織圭と初めてグランドスラムで対戦、6-7(4), 6-4, 6-1, 4-6, 6-3で破り、準々決勝でミーシャ・ズベレフに6-1, 7-5, 6-2で破り、準決勝で第4シードのスタン・ワウリンカを7-5, 6-3, 1-6, 4-6, 6-3で破り、7年ぶりに決勝進出。自身全豪オープンで100試合目となった決勝では第9シードのラファエル・ナダルとグランドスラムでは2014年全豪オープン以来、グランドスラム決勝では2011年全仏オープン以来の対戦となり、6-4, 3-6, 6-1, 3-6, 6-3で破って、全豪では2010年以来5回目、グランドスラムでは2012年ウィンブルドン選手権以来となる優勝を収め、完全復活を印象付ける大会となった。なお、全豪のオープン化後初となる世界ランキングトップ10の4人を倒しての優勝でもあった（グランドスラムでは1982年全仏マッツ・ビランデル以来）。
2月のドバイ・テニス選手権では2回戦でエフゲニー・ドンスコイ相手に3回のマッチポイントを迎えるも、6-3, 6-7(7), 6-7(5)で敗れた。3月のBNPパリバ・オープンでは4回戦でラファエル・ナダルに6-2, 6-3で勝利。決勝に駒を進め、スタン・ワウリンカを6-4, 7-5で破り、ノバク・ジョコビッチに並ぶ大会最多5回目の優勝を果たした。続くマイアミ・オープンでは、フランシス・ティアフォーに7-6(2), 6-3、フアン・マルティン・デル・ポトロに6-3,6-4、ロベルト・バウティスタ・アグート7-6(5), 7-6(4)にいずれもストレート勝ち、準々決勝でトマーシュ・ベルディハにマッチポイントを2つ握られるも6-2, 3-6, 7-6(8)で勝利、準決勝でニック・キリオスに7-6(9), 6-7(9), 7-6(5)と3時間10分の死闘を制した。決勝でラファエル・ナダルを6-3, 6-4で破り、マスターズ2大会連続大会3度目の優勝を果たした。その後、全仏オープンを含む、2017年の全てのクレーコートシーズンの大会の欠場を公式サイトで発表した。
6月の芝の大会の初戦メルセデス・カップの初戦でトミー・ハースに6-2, 6-7(8), 4-6で敗戦を喫する。ゲリー・ウェバー・オープンでは決勝でアレクサンダー・ズベレフを6-1, 6-3で破って歴代最多となる9度目の優勝を果たした。また、この大会初戦で杉田祐一に勝利し、史上2人目となるツアー通算1100勝目を達成した。
ウィンブルドンではアレクサンドル・ドルゴポロフ、ドゥシャン・ラヨビッチ、ミーシャ・ズベレフ、グリゴール・ディミトロフ、ミロシュ・ラオニッチ、そしてトマーシュ・ベルディハにいずれもストレート勝ちと安定した勝ち上がりで2年ぶりに決勝へ進出。決勝でマリン・チリッチを6-3, 6-1, 6-4で破り、5年ぶり歴代最多となる8勝目を挙げた。また、ウインブルドンでの全試合ストレート勝ちでの優勝は1976年のビョルン・ボルグ以来の快挙となり、35歳でのウィンブルドン制覇はオープン化以降では1975年のアーサー・アッシュの32歳を大きく更新する最年長優勝となった。
全米オープンの前哨戦として、3年ぶりにロジャーズ・カップに出場。大会中に背中を痛め、決勝に進むもアレクサンダー・ズベレフにストレートで敗れ、準優勝。直後のシンシナティ・マスターズを欠場し、迎えた全米オープンでは、準々決勝でフアン・マルティン・デル・ポトロに5-7, 6-3, 6-7(8), 4-6で敗退した。レーバー・カップではナダルとダブルスを組みジャック・ソック/サム・クエリー組を6-4, 1-6, [10-5]で破りヨーロッパチームの勝利に貢献した。上海マスターズでは準決勝でフアン・マルティン・デル・ポトロを3-6, 6-3, 6-3で破り、決勝ではランキング1位となっているラファエル・ナダルを6-4, 6-3で下し優勝。地元スイス・インドアでは、準決勝でダビド・ゴファンを6-1, 6-2で破り13度目の決勝進出を果たすと、過去に決勝で2度敗れているデルポトロを6-7(5), 6-4, 6-3で下し、2年ぶり通算8回目の優勝を達成した。これによって、自身のツアー勝利数が通算95勝となり、コナーズに次ぐ単独2位となった。また、生涯賞金額がジョコビッチを上回り、1位となった。パリ・マスターズは背中の怪我のため欠場した。ATPファイナルズでは、ラウンドロビンで全勝したものの、準決勝でダビド・ゴファンに6-2, 3-6, 4-6で初めて敗れ、シーズンを終了した。
2017年は怪我からの完全復活を印象付け、グランドスラムも2勝するなど、とても充実した年になった。52勝5敗（勝率91.2%）、年間最終ランキングは2位。

### 2018年 全豪2連覇V6 GS20勝 世界1位最年長記録
年初のホップマンカップでは決勝でドイツを破り優勝。第2シードで臨んだ全豪オープンでは、準決勝までの全試合をストレート勝ちで決勝戦に進出。決勝では第6シードのマリン・チリッチと対戦。6-2, 6-7, 6-3, 3-6, 6-1のフルセットの末に勝利し、全豪オープン2連覇かつ、史上最多タイ6度目の優勝、同時にグランドスラム20勝目を達成した。
1位ラファエル・ナダルとの差を155ポイントまで詰めた状態で、2月のABNアムロ世界テニス・トーナメントに出場。準々決勝でロビン・ハーセに勝利し、2月19日付で5年3ヶ月ぶり、歴代最年長36歳6ヶ月での世界ランキング1位復帰を果たした。BNPパリバ・オープンでは第23シード鄭現などを下し決勝に進出したが、フアン・マルティン・デル・ポトロにフルセットで敗退し連覇はならなかった。マイアミ・オープンでは第1シードとして出場したが初戦敗退に終わり、ナダルに奪還される形で世界ランキング1位から陥落した。その後クレーコートシーズンを欠場、ナダルの成績により世界ランキング1位と2位を数回行き来する状態となった。6月にナイキとの約20年の契約を終えて、ユニクロと10年3億ドルの契約を締結した。世界ランキング2位でウィンブルドン選手権を迎えることとなった。第1シードで迎えたウィンブルドンでは4回戦までストレートで勝ち進めたが、準々決勝で第8シードのケビン・アンダーソンに6-2, 7-6(5), 5-7, 4-6, 11-13と逆転負けを喫し、2連覇とはならなかった。シンシナシティでは第2シードとして出場し、決勝へ進出したが、ジョコビッチに4-6, 4-6のストレートで敗れた。全米オープンは4回戦でジョン・ミルマンに6-3, 5-7, 6-7(7), 6-7(3)で敗れた。フェデラーが出場したグランドスラムでベスト8に到達できなかったのは2015年全豪の3回戦でアンドレアス・セッピに敗北して以来。スイス・インドアでは決勝でマリウス・コピルを7-6, 6-4(5)で下し、大会9度目の優勝を飾った。ATPファイナルズではラウンドロビンは突破したものの、準決勝でアレクサンダー・ズベレフに5-7, 6-7(5)で敗れた。3位でシーズンを終えた。

### 2019年 ツアー100勝目 ウィンブルドン史上初通算100勝
年初のホップマンカップでは昨年に続き決勝でドイツを破り優勝、史上最多3回目の大会制覇を達成した。全豪オープンでは4回戦で若手のステファノス・シチパスに7-6, 6-7, 5-7, 6-7で敗れ、3連覇を逃した。全豪では4年ぶりの早期敗退となった。2月のドバイ・テニス選手権では決勝でシチパスに6-4, 6-4で雪辱を果たし、同大会最多となる8度目の優勝を飾るとともに、ツアー大会でジミー・コナーズに次ぐ史上2人目のシングルス通算100勝を達成した。BNPパリバ・オープンは決勝に進出したものの、決勝ではドミニク・ティームに敗れた。マイアミ・オープンでは準決勝でデニス・シャポバロフを破り決勝に進出すると、決勝では前回覇者のジョン・イスナーに6-1, 6-4で勝利して優勝した。
クレーコートシーズンに3年ぶりに参戦することを発表。復帰戦は4年ぶりの出場となるマドリード・マスターズで、ベスト8まで残ったが、準々決勝でティームに逆転負けを喫した。続くBNLイタリア国際でもベスト8入りしたが、準々決勝は右足の負傷のため棄権した。4年ぶりの出場となった全仏オープンは、大会前に自身の優勝は「疑問」としながらも、準々決勝でスタン・ワウリンカを破りベスト4入り。準決勝では、全仏オープンでは8年ぶりにナダルと対戦し、3-6, 4-6, 2-6で敗れた。
ハレ・オープンは決勝でダビド・ゴファンを下し、ナダルに次いで史上2人目となる同一大会10度目の優勝を成し遂げた。ウィンブルドン選手権では、準々決勝で錦織圭を4-6, 6-1, 6-4, 6-4で破った一戦が、ウィンブルドンマッチでの100勝目となった。同一グランドスラム100勝は史上初の快挙。準決勝ではグランドスラム2大会連続で、そしてウィンブルドンでは11年ぶりにナダルと対戦し、7-6(3), 1-6, 6-3, 6-4で全仏の借りを返した。決勝ではジョコビッチと対戦し、6-7(5), 6-1, 6-7(4), 6-4、そしてファイナルセットは12-12まで決着がつかず、本大会の男子シングルスで初めて最終セットタイブレークにまでもつれた末3-7で力尽き、去年に続いて長期戦の末に涙をのんだ。全米オープンは、準々決勝でグリゴール・ディミトロフに6-3, 4-6, 6-3, 4-6, 2-6のフルセットの末に敗退。グランドスラムでは3年ぶりに無冠に終わった。
10月14日に有明コロシアムで開催されたチャリティマッチ「UNIQLO LifeWear Day Tokyo」に参加し、非公式試合ではあるが13年ぶりに日本でプレーを披露した。
スイス・インドアでは準決勝でシチパスを下し、決勝でアレックス・デミノーを6-2, 6-2で破り同大会10勝目を挙げた。ATPファイナルズは初戦でティームに敗れるも、第2戦でマッテオ・ベレッティーニを下し、第3戦ではジョコビッチから4年ぶりの勝利を挙げてラウンドロビンを突破。準決勝でシチパスに敗れ、この年も3位で終えた。

### 2020年 全豪ベスト4

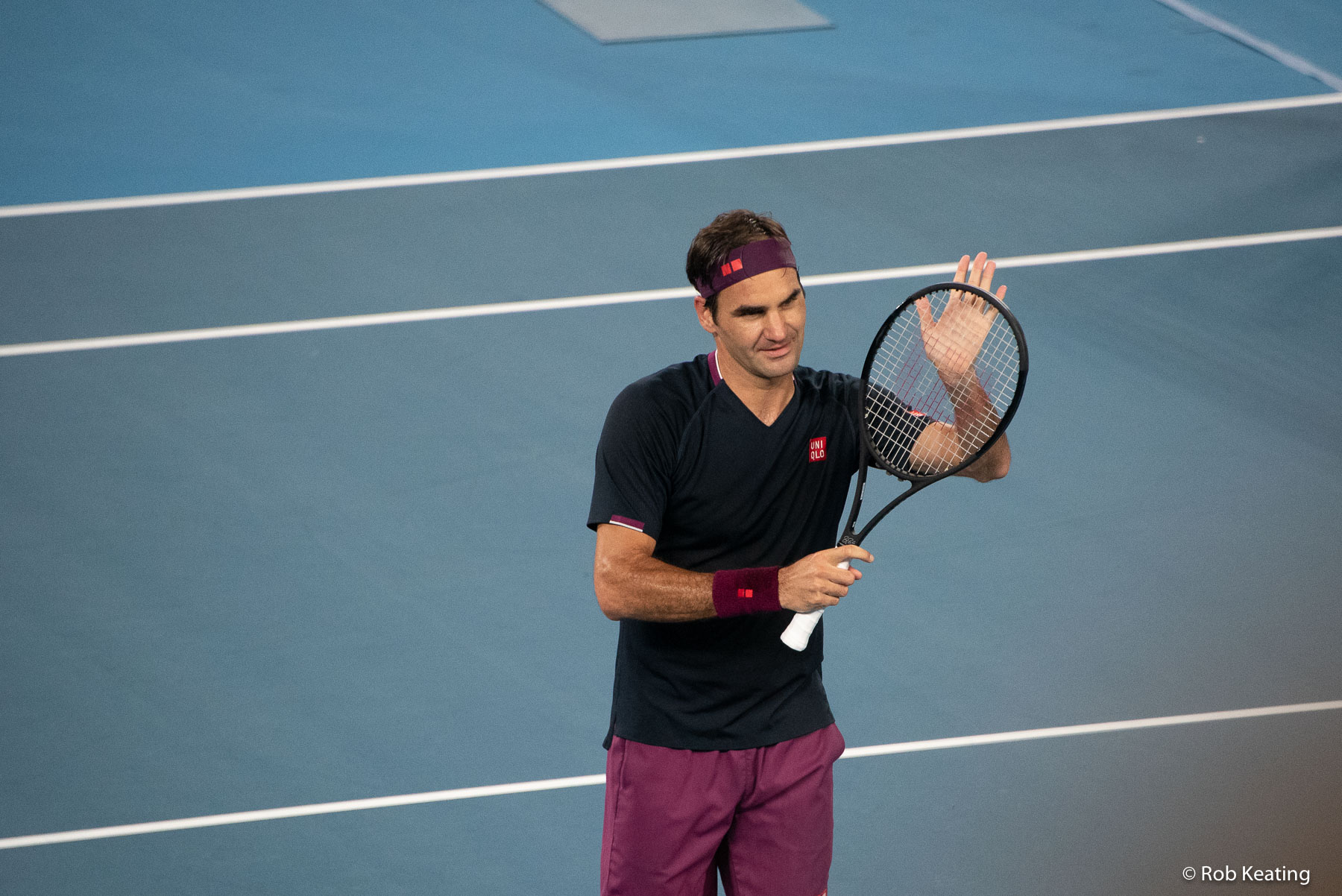
2020年全豪オープンのフェデラー

全豪オープンでは第3シードとして出場。1、2回戦をストレートで突破し、3回戦でのジョン・ミルマン戦では4-6, 7-6(2), 6-4, 4-6, 7-6(8)のフルセットの熱戦を制す。4回戦のマートン・フチョビッチを破り、ベスト8入り。準々決勝でテニーズ・サンドグレンから7本のマッチポイントをしのぎ、6-3, 2-6, 2-6, 6-7(8), 6-3のキャリア最大級の大勝利で下して、ベスト4入り。準決勝で第2シードのノバク・ジョコビッチに6-7(1), 4-6, 3-6のストレートで敗れた。2月20日に右膝の手術を受けたことを発表した。
その後は新型コロナウイルス流行の影響でシーズンが中断となる中、6月に右膝の再手術を受けたことを発表し、復帰は翌年になるとした。年間最終ランキングは5位。

### 2021年 ウィンブルドンベスト8
3月のカタール・エクソンモービル・オープンで復帰し、ダニエル・エバンスを破り、白星も挙げた。準々決勝ではニコロズ・バシラシビリに敗れた。その後はトレーニングを経た後、2か月後のジュネーヴ・オープンで復帰。第1シードとして出場するも、パブロ・アンドゥハルに初戦敗退。
第8シードとして迎えた全仏オープンでは1回戦でデニス・イストミンを6-2, 6-4, 6-3のストレートで勝利。2回戦ではマリン・チリッチを6-2, 2-6, 7-6(3), 6-2で勝利。3回戦のドミニク・コプファーを下して4回戦まで進んだが、大会前より表していたウィンブルドン選手権への注力のため、膝への負担を考慮して4回戦のマッテオ・ベレッティーニ戦を前に棄権した。
ハレ・オープンでは2回戦でフェリックス・オジェ＝アリアシムに6-4, 3-6, 2-6で敗れた。第6シードで迎えたウィンブルドン選手権では1回戦でアドリアン・マナリノ、2回戦リシャール・ガスケ、3回戦でキャメロン・ノリー、4回戦でロレンツォ・ソネゴらを下して7大会連続でベスト8入りするも、準々決勝でフベルト・フルカチュに3-6, 6-7(4), 0-6で敗れた。前述したように全仏オープンを棄権するほど重視していたウィンブルドン準々決勝でのストレート負けにより、今後はすべて「白紙」とし、会見では今大会が最後のウィンブルドンかと問われ「本当にわからない。考え直さなければいけない」と返答した。数日後、膝の故障がぶり返したとして東京オリンピック欠場を発表した。
8月15日、3度目の右ひざ手術を受けることを発表した。「この年齢で再び手術をすることがどれだけ難しいかわかっているが、僕は健康でいたいし、リハビリも現役でいるうちに目標を持ってやっていこうと思う。」と語った。離脱期間は明確にせず、数ヵ月としている。年間最終ランキングは16位。

### 2022年 ウィンブルドン初欠場 そして引退
全豪オープンを欠場したことで、1月31日付けの世界ランキングで30位まで下がり、トップ20圏外に落ちるのは、2001年以来、およそ21年ぶりのことであった。全豪オープンを制し、自身の持つグランドスラム大会の最多優勝記録を更新したナダルに祝福メッセージを送った。
その後も全仏オープンとウィンブルドン選手権を欠場。この時点で前年のウィンブルドン選手権から丸1年試合から遠ざかっていた。特にウィンブルドン選手権は1999年から22大会連続で出場してきた中でキャリア初の欠場となった。
9月15日、翌週イギリスのロンドンで行われるレーバーカップを最後に引退すると発表。21日に開かれた会見では、大会初日のダブルスが現役最後の試合になるとした。2日後の大会初日、第4試合のダブルスにナダルとペアを組み出場。チーム・ワールドのソック/ティアフォー組相手にマッチポイントも握ったが、最後は4-6, 7-6(2), 11-9で敗れた。試合後には「完璧な旅だった。もう一度全部やり直したい」とコート上で涙をこらえながらスピーチし、会場の何千人ものファンから喝采を浴びた。これで、シングルスとダブルスを合わせて1750試合目となった試合を終え、25年間のプロ生活に幕を下ろした。

## プレースタイル
すべてのプレイにおいて高いレベルを誇るオールラウンドプレイヤー。グランドストロークが基本だが、サーブ、ボレーも上手い。特にサーブは高速ではないが非常に読みにくく、エースを連発する等強力な武器である。
ラケットの支えをしっかりさせるリストの強さと、繊細なタッチによる絶妙なコントロールを両立させており、また顔の位置がブレず同じ姿勢のまま動ける下半身の柔軟性があるため、目線の上下動が非常に少なくミスヒットが少ない。また、強力かつ正確なスマッシュを持ちバックハンドスマッシュ、スカイフック、ハーフボレー、ジャンプスマッシュなども効果的に使用する。ドロップショットも武器にしておりフェイントを掛けて相手の反対側に落とすのを得意とする。
ショットの中でも特にフォアハンドは歴代最高と言われる。深さと角度を自在にコントロールできるため、浅いアングルでもフルスイングし、高く弾むショットを深くへ打ち込むことも可能。さらに伸びがあるため相手は予測が付きにくく対処も難しい。フットワークの良さで効率的にコートを駆けまわりバックハンドに打たれたボールを回り込みフォアハンドで攻める。
片手バックハンドからは多様な打球を打ち出すことでき攻守のバランスに優れている。同じスライスでもわざとサイドスピンを与えたり、深く滑らせたり、浅く落としたりと様々な変化をつけられ、またトップスピンも自由に回転量を変えられる。さらにテイクバックが十分にとれないときでも相手の力を利用するのがうまく、逆に大きく引いて自分からハードヒットすることもできる。
サーブは、様々な球種を同じモーションで打たれるため、相手にとって非常に読みにくい。また通常は約180～190 km/hだが、勝負どころでは200 km/hを越える。全盛期には最速220でkm/hを越えることもあった。無駄のない効率的で安定感のあるサーブのため調子の波が少ない。またファーストサーブとセカンドサーブの差が少ないのも特徴。ボールタッチが非常に良いため両サイドに自在にコントロールできる。
2014年シーズンからステファン・エドベリをコーチ陣に迎え、ボレー技術の向上を図りネットプレーを増やすことによって、より攻撃的なゲームを展開するようになった。2015年シーズン後半から相手のセカンドサービスでサービスラインまでダッシュし、ハーフボレー気味にリターン。次のネットプレーで確実に決める奇襲戦術を展開するようになる。この技はSABR(セイバー、Sneak Attack By Rogerの略称)と呼ばれている。2016年からイワン・リュビチッチをコーチ陣に迎え、片手バックハンドの高い打点からでの攻撃力向上、更にはバウンドした直後に打つライジング技術を磨き、更に攻撃的なゲームを展開するようになる。息子には、片手バックハンドではなく、より簡単なダブルバックハンドを教えたいと、2018年全豪オープンで語っている。
ラケットは昔からウィルソン社製品を使用しており、プロ転向後も一貫して「Pro Staffシリーズ」を愛用した。2006年にはウィルソンと生涯契約を結び話題になり、2014年からは自身のイニシャルを冠した「Pro Staff RF97 Autograph」を使用していた。

## ライバル

### 同世代（ニューボールズ）

#### レイトン・ヒューイット
レイトン・ヒューイットとは27回対戦した。初対戦から9戦は2勝7敗で先に四大大会を優勝していたヒューイットが先行していたが、2004年以降16勝2敗となり計18勝9敗とフェデラーが勝ち越し。ジュニアの頃から対戦している2人はグランドスラム決勝（2004年全米オープン）でも1度対戦しており、これがフェデラーの全米オープン初タイトルとなった。他にグランドスラムでは6度対戦している。

#### アンディ・ロディック
アンディ・ロディックはフェデラーの長年のライバルであった。2004年にフェデラーが初めて世界ランキング1位につく前の1位がロディックである。2人は24回対戦しており内4回がグランドスラム決勝。戦績はフェデラーの21勝3敗で、グランドスラムでは8戦全勝、ロディックからするとツアーで最もフェデラーに負けた回数の多い選手でもある。それゆえロディック自身は「一方的でライバルというにはふさわしくない」とも語っている。
2009年ウィンブルドン決勝では5セットで勝利した。この決勝は最終セット16-14で計77ゲーム、4時間以上の激戦となった（4大大会決勝戦最多ゲーム数記録）。この勝利でフェデラーはサンプラスの4大大会最多優勝記録を更新する15度目の優勝を果たした。

### BIG4

#### ラファエル・ナダル

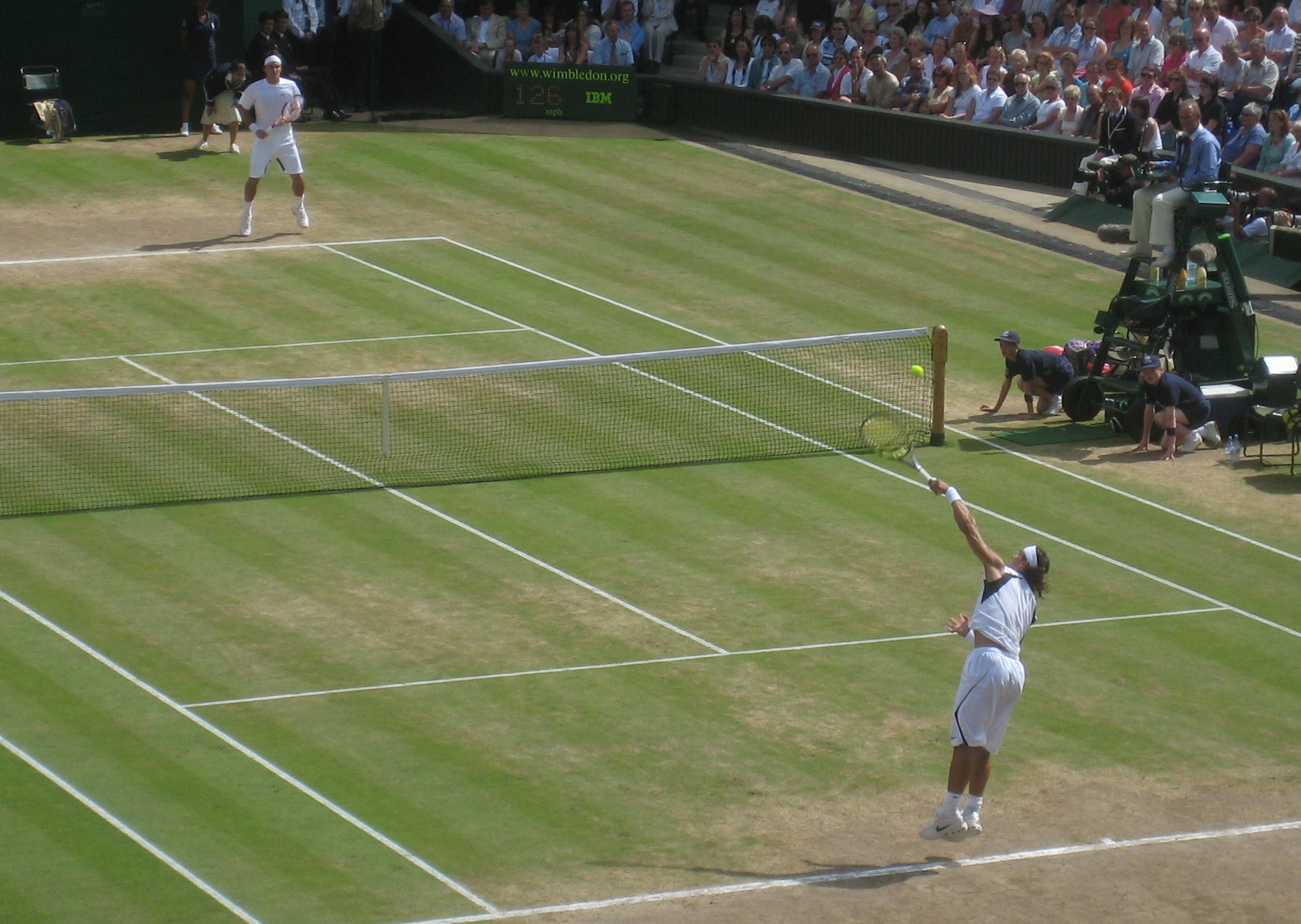
フェデラーとナダル 2006年ウィンブルドン選手権 決勝

ラファエル・ナダルとの対戦成績は16勝26敗。
男子テニス界において最も人気のある2人で、対照的なプレースタイルからも最高のライバルであるとされている。

オフコートでもお互いへの敬意に満ちた健全な関係を保持している特別な相手であり、引退の際は直接電話で伝えた。引退試合でのダブルスについて持ち掛けると、すぐに「君と出場できるようにあらゆる努力を尽くすよ」と返答されたという。試合後にはベンチで2人とも涙を流した。

#### ノバク・ジョコビッチ

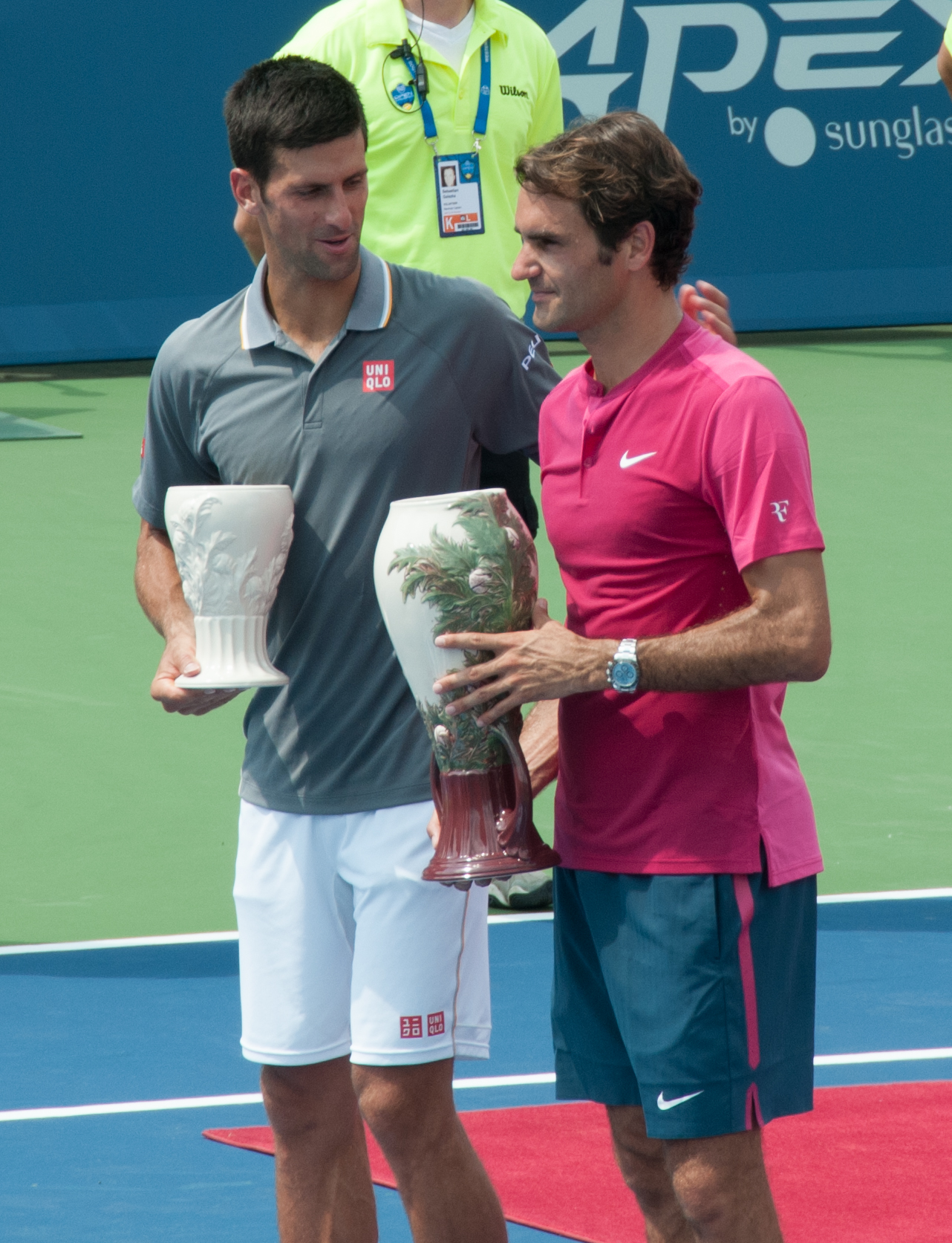
フェデラー（右）ジョコビッチ（左）2015年シンシナティ・マスターズ決勝

ノバク・ジョコビッチとの対戦は23勝27敗である（2020年1月30日時点）。ジョコビッチはフェデラーが生涯最も対戦したライバルで、2人はグランドスラムで史上最多となる16回の対戦があり、結果は6勝10敗である。ジョコビッチは、BIG4と呼ばれるフェデラー、ナダル、マリー全選手に勝ち越している唯一の選手である。
2011年全仏準決勝ではセットカウント3-1でフェデラーが勝利した。シーズン開幕から41連勝と破竹の勢いだったジョコビッチをフェデラーが止め記録更新を阻んだ一戦だった。ジョコビッチは4大大会3冠を達成した年であり、この試合に勝てていれば年間グランドスラムも夢ではなく、ビッグチャンスを逃した一戦である。
その後の2011年全米準決勝ではジョコビッチが3-2フルセットで激戦を制した。この後決勝でナダルに快勝し、ジョコビッチが4大大会3冠を達成している。
2012年ウィンブルドン準決勝はフェデラーが3-1で快勝した一戦。フェデラーはこの後決勝でマリーを破り、グランドスラム17回目の優勝/No.1返り咲き/史上最長No.1記録達成につなげることになった。
2014年ウィンブルドン決勝はジョコビッチが3-2で接戦を制した。
2015年ウィンブルドン決勝はジョコビッチが3-1で勝利。
2019年ウィンブルドン決勝最終セットは、12-12まで決着がつかず、同大会で初めて最終セットタイブレークが適用された試合となった。結果はジョコビッチが7-3で勝利。

#### アンディ・マレー

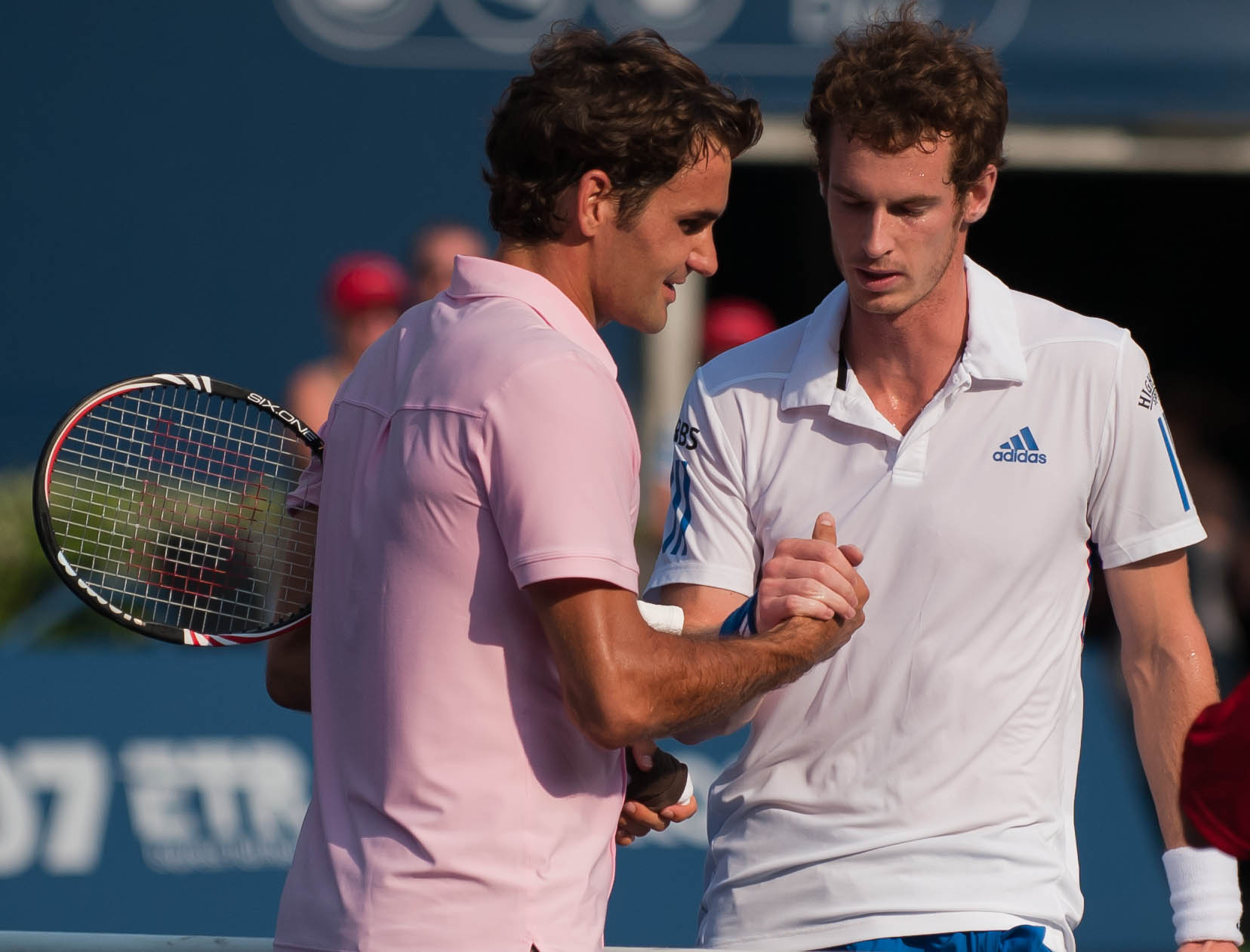
フェデラー（左）マリー（右）2010年ロジャースカップ決勝

アンディ・マレーとの対戦は14勝11敗（2018年時点）。グランドスラムでは6回対戦し5勝1敗。6回の対戦の内3回は決勝での対戦であり3回ともフェデラーが勝利している（2008年全米、2010年全豪、 2012ウィンブルドン）。
2012年ロンドン五輪では決勝で敗北し、フェデラーはキャリアゴールデンスラムを阻まれた。マリーはフェデラーが10回以上負けている3人の内の1人である。

## その他経歴
慈善活動にも熱心に取り組んでおり、2003年にはロジャー・フェデラー基金を設立し、アフリカの子供たちの支援や、タイでおきた津波災害のときも自ら率先してチャリティイベントを企画して募金活動を行うなど、その活動は世界中から高く評価されている。2006年4月には、ユニセフ親善大使にも任命され、ユニセフとATPが結ぶグローバル・パートナーシップであるACE（Assisting Children Everywhere）という活動の中心人物として、世界中の子供達に健康と教育の機会を確保し、様々な困難から子供達を守るためのプログラムを推進している。
2005年～2008年の4年連続で「ローレウス・スポーツ賞」の男子最優秀選手賞を受賞した。2000年に創設されたこの世界的なスポーツ賞で、男子最優秀選手賞の4年連続受賞は歴代トップである。2018年にも受賞。
2009年にはフェデラーの功績が讃えられ、スイス・インドアが開催されるセイント・ジャコブ・ホール（バーゼル）に『ロジャー・フェデラー・アリーナ』の名が与えられた。
ツアーの選手同士の中から選ばれる「ステファン・エドバーグ・スポーツマンシップ賞」を2004年から2017年の間に13度も受賞しており、試合中のマナーやフェアプレイなども高く評価されている。
ATPが主催する「ATPアワード」の人気投票では、2003から2019年現在まで17年連続で1位を獲得している。地元のスター選手と対戦する際にも、フェデラーには相手に負けないほどの声援がおくられる。
テニス男子4大大会通算20勝目の姿を刻印したスイス金貨2種類が、2020年に発行される。1月にシルバーコイン20スイスフランが、5月には50スイスフラン金貨(銀貨とは別のデザイン)も発行される。スイスでは硬貨に存命中の人物が描かれるのは初めて。高い需要が集まることを予想し、造幣局は初めて「流通しない品質」のコインの先行販売を実施したが、アクセスが殺到してオンラインショップはクラッシュした。
シューズメーカー「On」に対し、2019年より投資家としてシニアチームに加入した。短期間で終わるスポンサー契約でなく、長期的な関係を築いていくパートナーになることでチームとして何か全く違うかたちのものを生み出していくことを目的にしているという。2010年創業の新興メーカーだが、スイス国内では周囲が履いていたことから自らもトレーニングで履くようになり、じきに本社が近所にあったこともあり、共同創業者たちとディナーをしたところ意気投合し、出資することになった。翌年には共同開発したシューズが発売され、2021年からテニスシューズも使用している。

## 人物
母親は南アフリカ人のため、ロジャーはスイスと南アフリカの国籍を保有している。姉が一人おり、彼女の子供も双子である。幼少期はサッカーに熱を入れていたが、テニスに専念するため12歳の時にやめた。スイスには徴兵制度があるため自身も招聘されたが、腰痛を理由に不適合とされ、10年間所得税率に3%上乗せした税金を支払うことになった。

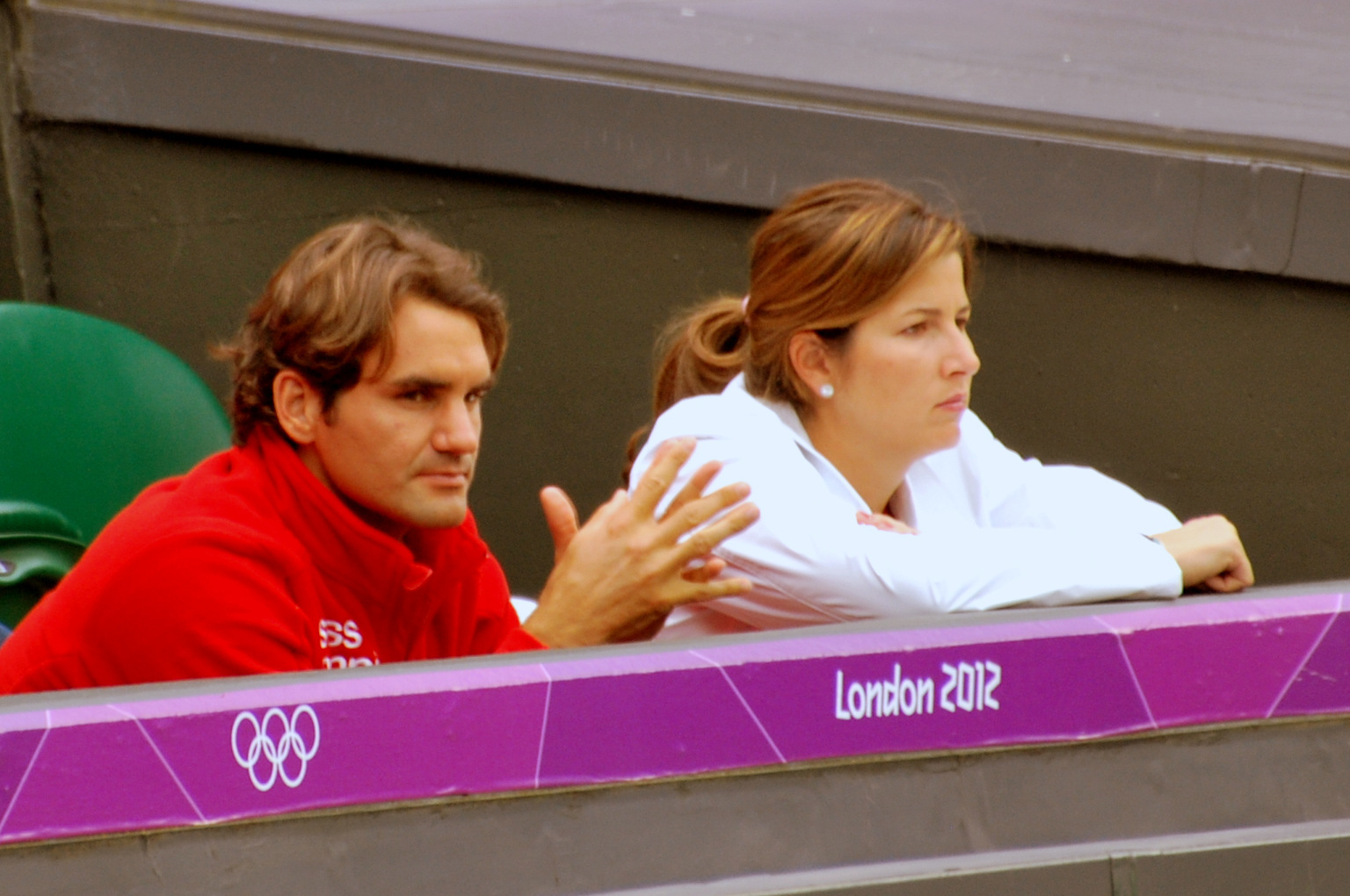
2012年ロンドン五輪を観戦するフェデラー夫妻

2000年シドニー五輪がきっかけで、3歳年上のテニス選手ミルカ・バブリネックと交際を始め、2009年4月11日に結婚している。2009年7月に双子の娘が、2014年5月6日には双子の息子が誕生している。
サッカーの熱心なファンである。出身地のクラブであるFCバーゼルのファンであると公言している。また、12歳までは実際にサッカーをプレーしており、テニスプレーヤーとしてのスケジュールが多忙を極めたため、サッカーを断念せざるを得なかったとも語っている
。サッカーのEURO2008がスイスで開催された際には、ミハエル・シューマッハ（F1ドライバー）やシモーネ・ニグリ＝ルーダー（オリエンテーリング選手）、ペーター・ザウバー（F1チーム・ザウバーオーナー）らとともに親善大使に選出された。
生涯契約のウィルソンや10年3億ドル契約のユニクロ、ロレックス、メルセデス・ベンツ、クレディ・スイスなど名だたる大企業と高額のスポンサー契約を結んでいる。2011年6月、米経済誌フォーブス発表の「最も稼いでいる30歳未満のセレブ」において、年収4,700万ドルで4位にランクインしている。同誌の「世界で最も稼ぐスポーツ選手」では毎年のように上位にランクインし、2020年には年収は1億630万ドルでテニス選手として初の1位になった。さらに、「スポーツ4部門のブランド・ランキング」でも2016年に1位を獲得している。
2017年5月、ESPNは世界で最も有名なアスリート100名を発表し、フェデラーはクリスティアーノ・ロナウド、レブロン・ジェームズ、リオネル・メッシに次ぐ4位にランクインした。

フェデラーのサイン

## 各種記録一覧

### 歴代記録
| 大会           | 年-  | 記録                                           | 他記録者               |         |
| -------------- | ---- | ---------------------------------------------- | ---------------------- | ------- |
| グランドスラム | 1877 | 男子最多連続決勝進出 「10連続」                | 単独記録               | [ 120 ] |
| グランドスラム | 1877 | 男子最多連続準決勝進出数 「23連続」            | 単独記録               | [ 121 ] |
| グランドスラム | 1877 | 男子最多連続準々決勝進出数 「36連続」          | 単独記録               | [ 122 ] |
| グランドスラム | 1877 | 大会通算最多出場記録 「81」                    | フェリシアーノ・ロペス | [ 123 ] |
| グランドスラム | 1877 | ハードコート最多勝利記録「191勝」              | 単独記録               |         |
| グランドスラム | 1877 | 全ての4大大会決勝進出 「3回」（2006–07, 2009） | ノバク・ジョコビッチ   |         |

### 歴代記録（オープン化以降）

#### 主なグランドスラム記録
| 期間                  | グランドスラム記録                   | 他記録者                                                                  |
| --------------------- | ------------------------------------ | ------------------------------------------------------------------------- |
| 2003 全英 - 2009 全仏 | キャリアグランドスラム               | ロッド・レーバー アンドレ・アガシ ラファエル・ナダル ノバク・ジョコビッチ |
| 2005 全英 - 2007 全米 | 連続決勝進出「10」                   | 単独記録                                                                  |
| 2004 全英 - 2010 全豪 | 連続準決勝進出「23」                 | 単独記録                                                                  |
| 2004 全英 - 2013 全仏 | 連続準々決勝進出「36」               | 単独記録                                                                  |
| 1999 全仏 - 2022 全英 | 通算出場「81」                       | フェリシアーノ・ロペス                                                    |
| 2006-2007             | 3大会以上優勝「2年連続」             | 単独記録                                                                  |
| 2004-2007             | 2大会以上優勝「4年連続」             | 単独記録                                                                  |
| 2004-2011             | 20勝以上「8年連続」                  | 単独記録                                                                  |
| 2003 全英 - 2018 全豪 | 2大会で6回以上優勝                   | ノバク・ジョコビッチ                                                      |
| 2003 全英 - 2017 全豪 | 3大会で5回以上優勝                   | 単独記録                                                                  |
| 2003 全英 - 2011 全仏 | 4大会全てで5回以上決勝進出           | ノバク・ジョコビッチ                                                      |
| 2003 全英 - 2019 全仏 | 全ての4大大会で8回以上準決勝進出     | ノバク・ジョコビッチ                                                      |
| 2001 全仏 - 2019 全仏 | 全ての4大大会で12回以上準々決勝進出  | ノバク・ジョコビッチ                                                      |
| 2003 全英 - 2008 全米 | 2つの異なる大会で5連覇               | 単独記録                                                                  |
| 2003 全英 - 2007 全仏 | 全ての4大大会で2年連続以上決勝進出   | ノバク・ジョコビッチ                                                      |
| 2003 全英 - 2009 全仏 | 全ての4大大会で5年連続以上準決勝進出 | 単独記録                                                                  |
| 2003 全英 - 2013 全仏 | 全ての4大大会で9年連続準々決勝進出   | 単独記録                                                                  |
| 2006-2007, 2009       | 1シーズンで全ての4大大会決勝進出     | ロッド・レーバー ノバク・ジョコビッチ                                     |
| 2006                  | 1シーズンで27勝                      | ノバク・ジョコビッチ                                                      |
| 2004 全仏 - 2008 全英 | 18連続トップシード                   | 単独記録                                                                  |
| 2006 全米 - 2007 全仏 | 36セット連続獲得                     | 単独記録                                                                  |
| 2007 全米             | 35連続サービスポイント獲得           | 単独記録                                                                  |
| 2009 全英             | 決勝で50エース                       | 単独記録                                                                  |
| 2005 全英 - 2007 全仏 | 25連勝以上「2回」                    | 単独記録                                                                  |
| 2005 全英 - 2009 全米 | 20連勝以上「3回」                    | 単独記録                                                                  |
| 2004 全英 - 2009 全米 | 15連勝以上「5回」                    | 単独記録                                                                  |

#### 各4大大会の記録
| グランドスラム | 期間                 | グランドスラム各大会記録                  | 他記録者                                                |                 |
| -------------- | -------------------- | ----------------------------------------- | ------------------------------------------------------- | --------------- |
| 全豪           | 2004-2020            | 準決勝進出「15回」                        | 単独記録                                                |                 |
| 全豪           | 2004-2014            | 連続準決勝進出「11年」                    | 単独記録                                                | [ 124 ]         |
| 全豪           | 2007                 | 1セットも落とさずに優勝                   | ケン・ローズウォール                                    | [ 125 ]         |
| 全豪           | 2000-2020            | 最多勝利「102」                           | 単独記録                                                | [ 125 ]         |
| 全豪           | 2006-2008            | 連続セット獲得「30」                      | 単独記録                                                | [ 126 ]         |
| 全豪           | 2017                 | 世界ランキングトップ10、4人を倒しての優勝 | オープン化後初、 GSでは1982年全仏マッツ・ビランデル以来 |                 |
| ウィンブルドン | 2003-2017            | 優勝「8回」                               | 単独記録                                                | [ 127 ] [ 128 ] |
| ウィンブルドン | 2003-2007            | 5連覇                                     | ビヨン・ボルグ                                          | [ 129 ]         |
| ウィンブルドン | 2003-2019            | 決勝進出「12回」                          | 単独記録                                                | [ 130 ] [ 131 ] |
| ウィンブルドン | 2003-2009            | 連続決勝進出「7年」                       | 単独記録                                                | [ 132 ]         |
| ウィンブルドン | 2003-2009            | 連続準決勝進出「7年」                     | 単独記録                                                |                 |
| ウィンブルドン | 2003-2019            | 準決勝進出「13回」                        | ノバク・ジョコビッチ                                    | [ 133 ] [ 134 ] |
| ウィンブルドン | 2001-2021            | 準々決勝進出「18回」                      | 単独記録                                                | [ 135 ] [ 136 ] |
| ウィンブルドン | 2017                 | 1セットも落とさずに優勝                   | ビヨン・ボルグ                                          |                 |
| ウィンブルドン | 2001-2021            | 最多勝利「105」                           | 単独記録                                                | [ 137 ]         |
| ウィンブルドン | 2005-2006、2017-2018 | 連続セット獲得「34」                      | 単独記録                                                | [ 138 ]         |
| 全米           | 2004-2008            | 優勝「5回」                               | ジミー・コナーズ ピート・サンプラス                     | [ 139 ]         |
| 全米           | 2004-2008            | 5連覇                                     | 単独記録                                                | [ 139 ]         |
| 全米           | 2004-2009            | 40連勝                                    | 単独記録                                                | [ 140 ]         |

#### その他の主な記録
| 期間                         | 記録                                                           | 他記録者                                |
| 年間最終戦                   | 年間最終戦                                                     | 年間最終戦                              |
| ---------------------------- | -------------------------------------------------------------- | --------------------------------------- |
| 2003-2015                    | 決勝進出 「10回」                                              | 単独記録                                |
| 2002-2019                    | 準決勝進出 「16回」                                            | 単独記録                                |
| 2002-2019                    | 最多勝利 「59勝」                                              | 単独記録                                |
| 2002-2019                    | 最多出場 「17回」                                              | 単独記録                                |
| 2002-2015                    | 連続出場 「14年」                                              | 単独記録                                |
| マスターズ1000 記録          |                                                                |                                         |
| 2005-2006                    | 2年連続4大会以上優勝                                           | ノバク・ジョコビッチ                    |
| 2002-2011                    | 異なる9大会で決勝進出                                          | ノバク・ジョコビッチ ラファエル・ナダル |
| 2004-2017                    | インディアンウェルズ・マスターズ優勝「5回」                    | ノバク・ジョコビッチ                    |
| 2005-2015                    | シンシナティ・マスターズ優勝「7回」                            | 単独記録                                |
| 他記録                       |                                                                |                                         |
| 2004年2月2日 - 2008年8月17日 | 世界ランキング1位連続記録「237週」                             | 単独記録                                |
| 2012年11月4日- 2018年2月19日 | 世界ランキング1位復帰に要した期間の最長記録「5年106日」        | 単独記録                                |
| 2004年2月2日- 2018年6月24日  | 世界ランキング1位の最初と最後の日付の最長記録「14年4ヶ月22日」 | 単独記録                                |
| 2003-2005                    | トップ10選手相手に24連勝                                       | 単独記録                                |
| 2004                         | 1シーズンでトップ10選手全てに勝利                              | 単独記録                                |
| 1999-2020                    | ハードコート最多勝利記録「783勝」                              | 単独記録                                |
| 2005-2006                    | ハードコート連続勝利数「56連勝」                               | 単独記録                                |
| 1999-2020                    | グラスコート最多勝利記録「192勝」                              | 単独記録                                |
| 2003-2008                    | グラスコート連続勝利数「65連勝」                               | 単独記録                                |
| 2003-2005                    | 24連続決勝で勝利                                               | 単独記録                                |
| 2001-2020                    | 芝、土、ハードコートで10回以上優勝                             | 単独記録                                |
| 2003-2019                    | グラスコート最多優勝「19回」                                   | 単独記録                                |
| 2002-2019                    | ハードコート最多優勝「71回」                                   | ノバク・ジョコビッチ                    |
| 2006                         | 1シーズンでのハードコート大会優勝数「9」                       | ジミー・コナーズ                        |
| 2000-2019                    | 500シリーズ最多優勝                                            | 単独記録                                |
| 2000-2019                    | 1つの大会で15回決勝進出（スイス・インドア）                    | 単独記録                                |
| 2006-2015                    | 1つの大会で10年連続決勝進出（スイス・インドア）                | 単独記録                                |
| 2003-2019                    | 1つの大会で10回優勝（ハレ・オープン、スイス・インドア）        | ラファエル・ナダル ノバク・ジョコビッチ |
| 2005                         | 1シーズンの勝率95%以上                                         | ジョン・マッケンロー                    |
| 2006                         | 1シーズンの決勝での勝率「94.12%」                              | 単独記録                                |
| 2005-2007                    | 3年連続でシーズン初めから終わりまで世界ランキング1位           | 単独記録                                |
| 2005-2007                    | シーズン初めから終わりまで世界ランク1位「3回」                 | ジミー・コナーズ                        |
| 2005-2007                    | 35連勝以上「2回」                                              | ビヨン・ボルグ                          |
| 2001-2018                    | 19の国で優勝                                                   | 単独記録                                |
| 2003-2019                    | ハレ・オープン優勝「10回」                                     | 単独記録                                |
| 2006-2019                    | スイス・インドア優勝「10回」                                   | 単独記録                                |
| デビスカップ記録             |                                                                |                                         |
| 1999-2020                    | スイス人シングルス最多勝利                                     | 単独記録                                |
| 1999-2020                    | スイス人シングルス・ダブルス合計最多勝利                       | 単独記録                                |
| 1999-2015                    | スイス人最長デビスカップ出場「15年」                           | ハインツ・ギュンタード                  |

※その他多数の歴代最多記録を保持している。

## 4大大会優勝
- 全豪オープン：6勝（2004, 06-07, 10, 17-18年）〔準優勝1度：2009年〕 歴代2位タイ。
- 全仏オープン：1勝（2009年）〔準優勝4度：2006-08, 11年〕
- ウィンブルドン：8勝（2003-07, 09, 12, 17年）〔準優勝4度：2008, 14-15, 19年〕 歴代1位。
- 全米オープン：5勝（2004-08年）〔準優勝2度：2009, 15年〕 歴代4位タイ。（オープン化後では歴代1位タイ）

| 年     | 大会           | 対戦相手                 | 試合結果                  |
| ------ | -------------- | ------------------------ | ------------------------- |
| 2003年 | ウィンブルドン | マーク・フィリプーシス   | 7-6, 6-2, 7-6             |
| 2004年 | 全豪オープン   | マラト・サフィン         | 7-6, 6-4, 6-2             |
| 2004年 | ウィンブルドン | アンディ・ロディック     | 4-6, 7-5, 7-6, 6-4        |
| 2004年 | 全米オープン   | レイトン・ヒューイット   | 6-0, 7-6, 6-0             |
| 2005年 | ウィンブルドン | アンディ・ロディック     | 6-2, 7-6, 6-4             |
| 2005年 | 全米オープン   | アンドレ・アガシ         | 6-3, 2-6, 7-6, 6-1        |
| 2006年 | 全豪オープン   | マルコス・バグダティス   | 5-7, 7-5, 6-0, 6-2        |
| 2006年 | ウィンブルドン | ラファエル・ナダル       | 6-0, 7-6, 6-7, 6-3        |
| 2006年 | 全米オープン   | アンディ・ロディック     | 6-2, 4-6, 7-5, 6-1        |
| 2007年 | 全豪オープン   | フェルナンド・ゴンサレス | 7-6, 6-4, 6-4             |
| 2007年 | ウィンブルドン | ラファエル・ナダル       | 7-6, 4-6, 7-6, 2-6, 6-2   |
| 2007年 | 全米オープン   | ノバク・ジョコビッチ     | 7-6, 7-6, 6-4             |
| 2008年 | 全米オープン   | アンディ・マリー         | 6-2, 7-5, 6-2             |
| 2009年 | 全仏オープン   | ロビン・セーデリング     | 6-1, 7-6, 6-4             |
| 2009年 | ウィンブルドン | アンディ・ロディック     | 5-7, 7-6, 7-6, 3-6, 16-14 |
| 2010年 | 全豪オープン   | アンディ・マリー         | 6-3, 6-4, 7-6             |
| 2012年 | ウィンブルドン | アンディ・マリー         | 4-6, 7-5, 6-3, 6-4        |
| 2017年 | 全豪オープン   | ラファエル・ナダル       | 6-4, 3-6, 6-1, 3-6, 6-3   |
| 2017年 | ウィンブルドン | マリン・チリッチ         | 6-3, 6-1, 6-4             |
| 2018年 | 全豪オープン   | マリン・チリッチ         | 6-2, 6-7, 6-3, 3-6, 6-1   |

## 成績
略語の説明
| W | F | SF | QF | #R | RR | Q# | LQ | A | Z# | PO | G | S | B | NMS | P | NH |

W=優勝, F=準優勝, SF=ベスト4, QF=ベスト8, #R=#回戦敗退, RR=ラウンドロビン敗退, Q#=予選#回戦敗退, LQ=予選敗退, A=大会不参加, Z#=デビスカップ/BJKカップ地域ゾーン, PO=デビスカップ/BJKカッププレーオフ, G=オリンピック金メダル, S=オリンピック銀メダル, B=オリンピック銅メダル, NMS=マスターズシリーズから降格, P=開催延期, NH=開催なし.

### グランドスラム
| 大会           | 1999 | 2000 | 2001 | 2002 | 2003 | 2004 | 2005 | 2006 | 2007 | 2008 | 2009 | 2010 | 2011 | 2012 | 2013 | 2014 | 2015 | 2016 | 2017 | 2018 | 2019 | 2020 | 2021 | 2022 | 通算成績 |
| -------------- | ---- | ---- | ---- | ---- | ---- | ---- | ---- | ---- | ---- | ---- | ---- | ---- | ---- | ---- | ---- | ---- | ---- | ---- | ---- | ---- | ---- | ---- | ---- | ---- | -------- |
| 全豪オープン   | LQ   | 3R   | 3R   | 4R   | 4R   | W    | SF   | W    | W    | SF   | F    | W    | SF   | SF   | SF   | SF   | 3R   | SF   | W    | W    | 4R   | SF   | A    | A    | 102–15   |
| 全仏オープン   | 1R   | 4R   | QF   | 1R   | 1R   | 3R   | SF   | F    | F    | F    | W    | QF   | F    | SF   | QF   | 4R   | QF   | A    | A    | A    | SF   | A    | 4R   | A    | 73–17    |
| ウィンブルドン | 1R   | 1R   | QF   | 1R   | W    | W    | W    | W    | W    | F    | W    | QF   | QF   | W    | 2R   | F    | F    | SF   | W    | QF   | F    | NH   | QF   | A    | 105–14   |
| 全米オープン   | LQ   | 3R   | 4R   | 4R   | 4R   | W    | W    | W    | W    | W    | F    | SF   | SF   | QF   | 4R   | SF   | F    | A    | QF   | 4R   | QF   | A    | A    | A    | 89–14    |
| 合計           | 0-2  | 7-4  | 13-4 | 6-4  | 13-3 | 22-1 | 24-2 | 27-1 | 26-1 | 24-3 | 26-2 | 20-3 | 20-4 | 19-3 | 13-4 | 19-4 | 18-4 | 10-2 | 18-1 | 14-2 | 18-4 | 5-1  | 7-1  | 0-0  | 369–60   |

※: 2004年全米4回戦と2007年ウィンブルドン4回戦と2012年全豪2回戦と2012年全米4回戦の不戦勝と2021年全仏4回戦の不戦敗は通算成績に含まない

### 大会最高成績
| 大会                 | 成績 | 年                                       |
| -------------------- | ---- | ---------------------------------------- |
| ATPファイナルズ      | W    | 2003, 2004, 2006, 2007, 2010, 2011       |
| インディアンウェルズ | W    | 2004-2006, 2012, 2017                    |
| マイアミ             | W    | 2005, 2006, 2017, 2019                   |
| モンテカルロ         | F    | 2006-2008, 2014                          |
| マドリード           | W    | 2006, 2009, 2012                         |
| ローマ               | F    | 2003, 2006, 2013, 2015                   |
| カナダ               | W    | 2004, 2006                               |
| シンシナティ         | W    | 2005, 2007, 2009, 2010, 2012, 2014, 2015 |
| 上海                 | W    | 2014, 2017                               |
| パリ                 | W    | 2011                                     |
| ハンブルク           | W    | 2002, 2004, 2005, 2007                   |
| オリンピック         | S    | 2012                                     |
| デビスカップ         | W    | 2014                                     |

### 世界ランキング
|      | 1998 | 1999 | 2000 | 2001 | 2002 | 2003 | 2004 | 2005 | 2006 | 2007 | 2008 | 2009 | 2010 | 2011 | 2012 | 2013 | 2014 | 2015 | 2016 | 2017 | 2018 | 2019 | 2020 | 2021 | 2022 |
| ---- | ---- | ---- | ---- | ---- | ---- | ---- | ---- | ---- | ---- | ---- | ---- | ---- | ---- | ---- | ---- | ---- | ---- | ---- | ---- | ---- | ---- | ---- | ---- | ---- | ---- |
| 順位 | 301  | 64   | 29   | 13   | 6    | 2    | 1    | 1    | 1    | 1    | 2    | 1    | 2    | 3    | 2    | 6    | 2    | 3    | 16   | 2    | 3    | 3    | 5    | 16   | -    |

## 受賞歴
- ITFワールドチャンピオン（2004-07, 2009）
- ATP最優秀選手賞（2004-07, 2009）
- ステファン・エドベリ スポーツマンシップ賞（2004-09, 2011-17）
- アーサー・アッシュ ヒューマニタリアン賞（2006, 2013）
- ATPTour.com Fans' Favourite（シングルス）（2003-21）
- スイス・スポーツマン賞（2003-04, 2006-07, 2012, 2014, 2017）
- スイス・スポーツマン賞 生涯功労賞（2022）
- BBC海外スポーツパーソナリティ賞（2004, 2006-07, 2017）
- ゴールデンベーグル賞（2004, 2006-07）
- ESPY最優秀選手賞（2005-10,17-19）
- ローレウス世界スポーツ賞（2005-08, 2018）
- レキップチャンピオンオブ・チャンピオン賞（2005-07,17）
- ガゼッタ・デロ・スポルト スポーツマン賞（2005-07,17）
- オリンピックスイス代表旗手（2004, 2008）